# 韓国高速鉄道
韓国高速鉄道（かんこくこうそくてつどう、韓: 한국고속철도、英: Korea Train Express）は、韓国鉄道公社（KORAIL）が運行する大韓民国（韓国）の高速鉄道システムである。愛称はKTX (朝: 케이티엑스) 。
営業運転での最高速度は305 km/hである。

## 概要
1990年に事業計画が策定、路線が確定した。1992年6月に着工し12年間に及ぶ歳月と、国家予算の2割に達する総額22兆ウォン（約2兆円）ともいわれる事業費をかけ、2004年4月1日に京釜高速線の暫定開業とともに運行を開始した。
2010年11月1日、東大邱 - 釜山間の高速線開業により、ソウル - 釜山間の京釜高速線がほぼ完成し、最速列車の所要時間が2時間18分となった。2015年4月2日、湖南高速線のうち五松 - 光州松汀間が先行開業し、龍山 - 光州松汀間の所要時間が1時間33分となった。2017年12月22日には、2018年平昌オリンピック・パラリンピックに合わせて建設された京江線の開通とともに、ソウルから平昌・江陵方面に直通する系統（江陵線）も新設された。
2021年1月5日には動力分散方式のKTX、EMU-260による中央線の清凉里駅から安東駅までの運行が開始した。
初期の計画段階では京釜線の優等列車高速化を想定して「京釜高速鉄道」と呼ばれていた。だが、後に湖南線も計画に追加されて名称が適切でなくなったため、「韓国高速鉄道」に正式名称が決められた。ただし、一般には列車等級（ブランド名）である「KTX」の呼称が定着している。

## 路線概要

### 京釜高速鉄道
幸信 - ソウル間は含まない。
高速線経由（ソウル - 大田 - 東大邱 - 釜山間）
- 路線距離：417.4km
- 駅数：10
- 複線区間：全線
- 最高速度：305km/h

京釜線直通（在来線経由）区間（ソウル - 水原 - 大田間のみ）
- 路線距離：166.3km
- 駅数：4
- 複線区間：全線
- 最高速度：150km/h

京釜線直通（在来線経由）区間（東大邱 - 亀浦 - 釜山間のみ）
- 路線距離：115.4km
- 駅数：5
- 複線区間：全線
- 最高速度：150km/h

慶全線直通（東大邱 - 密陽 - 馬山 - 晋州のみ）
- 路線距離：159.2km
- 駅数：7
- 複線区間：全線
- 最高速度　150km/h

東海線直通（東大邱 - 浦項のみ）
- 路線距離：82.8km
- 駅数：2
- 複線区間：全線

### 湖南高速鉄道
幸信 - 龍山間は含まない。
高速線経由（龍山 - 五松 - 益山 - 光州松汀 - 木浦間）
- 路線距離：370.6km（京釜高速線の直通区間含む）
- 駅数：10（京釜高速線の直通区間含む）
- 複線区間：全線

湖南線直通（在来線経由）区間（五松 - 西大田 - 益山間のみ）
- 路線距離：121.6km
- 駅数：5
- 複線区間：全線

全羅線直通（益山 - 順天 - 麗水エキスポ間のみ）
- 路線距離：180.4km
- 駅数：8
- 複線区間：益山 - 麗川 (170.9km)
- 最高運転速度：200km/h
- 設計最高速度：230km/h

### 江陵線
幸信 - ソウル間は含まない。
京釜・京元・中央・京江線直通（ソウル - 江陵間）
- 路線距離：224.4km
- 駅数：12
- 複線区間：ソウル - 南江陵信号場（珍富 - 江陵間、KTX無停車）
- 最高運転速度：250km/h

嶺東線直通（珍富 - 東海間のみ）
- 駅数：4
- 複線区間：珍富 - 南江陵信号場（珍富 - 正東津間、KTX無停車）

### 中央線
京釜・京元・中央・東海線直通（ソウル - 釜田間）
- 路線距離：433.1km
- 駅数：16
- 複線区間：全線
- 最高運転速度：250km/h

### 中部内陸線
京江・中部内陸線直通（板橋 - 聞慶間）
- 路線距離：135.0km
- 駅数：10
- 複線区間：板橋 - 牙美信号場
- 最高運転速度：205km/h

## 営業路線

### 2024年現在

2021年1月現在の路線網
開業準備中、及び営業が終了した路線も含む。

現在、KTXの運行系統は京釜高速鉄道（キョンブこうそくてつどう/경부고속철도）、湖南高速鉄道（ホナムこうそくてつどう/호남고속철도）、江陵線（カンヌンせん/강릉선）、中央線（チュンアンせん/중앙선）、中部内陸線（チュンブネリュクせん/중부내륙선）の5つに大分される。営業路線として8つの系統が運行されており、途中の経由路線によって10の詳細系統に分けられる場合もある。

#### 京釜高速鉄道
- 京釜線系統：開業時から運行している系統で、列車番号の先頭番号は1、2。区間運行を含め、ソウル - 釜山を走る系統で、高速線のみを走る系統と水原経由・西大邱経由・亀浦経由の在来線（京釜線）直通系統の3つに細分化される。
- 慶全線系統：2010年12月15日から運行している系統で、列車番号の先頭番号は4。主にソウル - 馬山を運行し、数本のみ晋州まで直通する系統。ソウル - 東大邱間は京釜高速線を走り、東大邱から密陽まで京釜線在来線を経由、慶全線へ直通する。一部列車は西大邱を経由する。
- 東海線系統：2015年4月2日から運行している系統で、列車番号の先頭番号は4（450番台以降）。ソウル - 浦項を走る系統。ソウル - 東大邱 - 乾川分岐点まで京釜高速線を走り、乾川分岐点から牟梁信号場を経由し東海線へ直通する。一部列車は西大邱を経由する。

#### 湖南高速鉄道
- 湖南線系統：開業時から運行している系統で、列車番号の先頭番号は5。区間運行を含め、龍山 - 木浦を走る系統で、高速線を走る系統（光州松汀以南は湖南線を運行）と西大田経由の在来線（湖南線）直通系統の2つに細分化される。
- 全羅線系統：2011年10月5日から運行している系統で、列車番号の先頭番号は7。龍山 - 麗水エキスポを走る系統。益山から全羅線へ直通する。龍山 - 益山間で高速線を経由する系統と、西大田経由の在来線（湖南線）直通系統の2つに細分化される。

以上の各系統の一部列車は、ソウル・龍山から京義線方面へ直通し、幸信発着となる。
2014年から2018年までは、仁川国際空港鉄道直通の仁川国際空港駅（後に仁川国際空港2ターミナル駅）乗り入れがそれぞれ一日数本設定されていた。

#### 江陵線
2017年12月22日から運行している系統で、列車番号の先頭番号は8。ソウル - 江陵間を走る系統で、京釜線・京元線・中央線・京江線を経由する。開業当初は京江線（キョンガンせん/경강선）の運行系統名を用いていたが、利用者からどの地域を走る路線なのか分かりにくいとの指摘が相次ぎ 、インターネットのアンケート調査で最も支持の多かった「江陵線」の名称が2018年4月16日より使用されている。2020年3月2日からは、江陵駅の手前で嶺東線へ乗り入れ、東海駅へ直通する運行系統が誕生した（江陵駅には停車せず） 。

#### 中央線
2021年1月5日から運行している系統。既存の中央線を改良・高速化し、清涼里 - 安東間の運行を開始した。2024年12月30日に全区間の改良が完了し、東海線を経由し釜田駅まで直通運転を開始した。

#### 中部内陸線
2021年12月31日から運行している系統で、開業当初は夫鉢 - 忠州間のみを運行していた。しかし、ソウル中心部へ行くために2回以上の乗り換えが必要で、既存の高速バスと時間差がほぼなかったことから延伸の要求が絶えず、2023年12月28日に京江線板橋駅まで直通運転を開始した。2024年11月30日に忠州 - 聞慶間が開業。

### 暫定開業時（2004年時点）
- 京釜高速鉄道：ソウル・龍山 - 釜山間（京釜線・密陽経由のみ）
- 湖南高速鉄道：ソウル・龍山 - 光州・木浦間
- 京義線：ソウル・龍山 - 幸信間 ；車両基地への引込線として使われている路線で、独立した運行はされておらず、京釜・湖南線の一部列車が幸信まで乗り入れるほか、回送列車が走行する。

※暫定開業当初は、龍山始発の京釜線、ソウル始発の湖南線も一部設定されていた。
当時、高速鉄道の専用路線は全区間の一部のみで、ソウル - 光明（厳密には衿川区庁駅付近）間以外にも、大田市内、大邱市内、東大邱 - 釜山間、西大田 - 光州・木浦間の大部分では在来路線と線路を共有していた。だが、ソウルから釜山までの移動時間は開業時の4時間20分から2時間40分へと大幅に短縮された。

### 光明シャトル（通勤電車）
2006年12月15日から、京釜電鉄線の通勤電車が京釜高速線の光明駅まで光明シャトルとして乗り入れている。これは、2004年の開業当初に光明駅の利用客が少なかったため、光明駅の活性化と同駅周辺における自動車の違法な路上駐車を減らすための対策として始められた。当初、光明シャトルは龍山 - 光明間を10両編成の列車で結んでいたが、利用客数が低迷し続けたことから、2008年12月1日に効率化のため運転区間と列車編成が短縮された。2017年時点では、4両編成の電車が永登浦 - 光明間を毎時1本間隔で結んでいる。

## 駅一覧

### 京釜高速鉄道（幸信 - 釜山）

#### 京釜高速線経由
| 駅名           | 駅名         | 駅名           | 駅間 キロ (km) | 累計 キロ (km) | 接続路線 | 所在地               | 所在地               |
| 日本語         | ハングル     | 英語           | 駅間 キロ (km) | 累計 キロ (km) | 接続路線 | 所在地               | 所在地               |
| -------------- | ------------ | -------------- | -------------- | -------------- | --- | -------------------- | -------------------- |
| 幸信駅         | 행신역       | Haengsin       | -              | -14.7          | 韓国鉄道公社：●京義・中央線 (K320) | 京畿道 高陽市 徳陽区 | 京畿道 高陽市 徳陽区 |
| ソウル駅       | 서울역       | Seoul          | 14.7           | 0.0            | 韓国鉄道公社：京釜線・京義線・●1号線（京釜電鉄線） (133)・●京義・中央線 (P313) 空港鉄道：●仁川国際空港鉄道 (A01) ソウル交通公社：●1号線（地下鉄1号線） (133)・●4号線（地下鉄4号線） (426)（ソウル駅駅） | ソウル特別市 中区    | ソウル特別市 中区    |
| 光明駅         | 광명역       | Gwangmyeong    | 22.0           | 22.0           | 韓国鉄道公社：●1号線（光明シャトル） (P144-1) | 京畿道 光明市        | 京畿道 光明市        |
| 天安牙山駅     | 천안아산역   | Cheonan-Asan   | 74.0           | 96.0           | 韓国鉄道公社：長項線・●1号線（長項電鉄線） (P172)（牙山駅） | 忠清南道 牙山市      | 忠清南道 牙山市      |
| 五松駅         | 오송역       | Osong          | 28.7           | 124.7          | 韓国鉄道公社：湖南高速線・忠北線 | 忠清北道 清州市      | 忠清北道 清州市      |
| 大田駅         | 대전역       | Daejeon        | 35.1           | 159.8          | 韓国鉄道公社：京釜線 大田広域市都市鉄道公社：●1号線 (104) | 大田広域市 東区      |                      |
| 金泉（亀尾）駅 | 김천(구미)역 | Gimcheon(Gumi) | 73.8           | 233.6          | | 慶尚北道 金泉市      | 慶尚北道 金泉市      |
| 東大邱駅       | 동대구역     | Dongdaegu      | 53.1           | 286.7          | 韓国鉄道公社：京釜線・大慶線 大邱交通公社：●1号線 (135) | 大邱広域市 東区      | 大邱広域市 東区      |
| 慶州駅         | 경주역       | Gyeongju       | 49.0           | 335.7          | | 慶尚北道 慶州市      | 慶尚北道 慶州市      |
| 蔚山駅         | 울산역       | Ulsan          | 30.0           | 365.7          | | 蔚山広域市 蔚州郡    | 蔚山広域市 蔚州郡    |
| 釜山駅         | 부산역       | Busan          | 51.7           | 417.4          | 韓国鉄道公社：京釜線 釜山交通公社：●1号線 (113) | 釜山広域市 東区      | 釜山広域市 東区      |

#### 京釜線水原経由
| 駅名                       | 駅名     | 駅名         | 駅間 キロ (km) | 累計 キロ (km) | 接続路線 | 所在地          | 所在地          |
| 日本語                     | ハングル | 英語         | 駅間 キロ (km) | 累計 キロ (km) | 接続路線 | 所在地          | 所在地          |
| -------------------------- | -------- | ------------ | -------------- | -------------- | --- | --------------- | --------------- |
| ソウル駅                   | 서울역   | Seoul        | -              | 0.0            | 韓国鉄道公社：京釜線・京義線・●1号線（京釜電鉄線） (133)・●京義・中央線 (P313) 空港鉄道：●仁川国際空港鉄道 (A01) ソウル交通公社：●1号線（地下鉄1号線） (133)・●4号線（地下鉄4号線） (426)（"ソウル駅"駅（地下）） | ソウル特別市    | 中区            |
| 永登浦駅                   | 영등포역 | Yeongdeungpo | 9.1            | 9.1            | 韓国鉄道公社：京釜線・●1号線（京釜電鉄線） (139) | ソウル特別市    | 永登浦区        |
| 水原駅                     | 수원역   | Suwon        | 32.4           | 41.5           | 韓国鉄道公社：京釜線・●1号線（京釜電鉄線） (P155)・●盆唐線 (K245)・水仁線 （K245） | 京畿道 水原市   | 京畿道 水原市   |
| 大田駅                     | 대전역   | Daejeon      | 124.8          | 166.3          | 韓国鉄道公社：京釜線 大田広域市都市鉄道公社：●1号線 (104) | 大田広域市 東区 | 大田広域市 東区 |
| ↓京釜高速線 釜山方面へ直通 |          |              |                |                | |                 |                 |

#### 京釜線西大邱経由
| 駅名                                          | 駅名     | 駅名      | 駅間 キロ (km) | ソウル からの 累計 キロ (km) | 接続路線                                                    | 所在地     | 所在地 |
| 日本語                                        | ハングル | 英語      | 駅間 キロ (km) | ソウル からの 累計 キロ (km) | 接続路線                                                    | 所在地     | 所在地 |
| --------------------------------------------- | -------- | --------- | -------------- | ---------------------------- | ----------------------------------------------------------- | ---------- | ------ |
| ↑京釜高速線へ直通                             |          |           |                |                              |                                                             |            |        |
| 西大邱駅                                      | 서대구역 | Seodaegu  | -              | 285.7                        | 韓国鉄道公社：大慶線                                        | 大邱広域市 | 西区   |
| 東大邱駅                                      | 동대구역 | Dongdaegu | 13.0           | 298.7                        | 韓国鉄道公社：京釜線・大慶線 大邱都市鉄道公社：●1号線 (135) | 大邱広域市 | 東区   |
| ↓京釜高速線・京釜線（亀浦経由）・慶全線へ直通 |          |           |                |                              |                                                             |            |        |

#### 京釜線亀浦経由
| 駅名                                    | 駅名     | 駅名      | 駅間 キロ (km) | ソウル からの 累計 キロ (km) | 接続路線                                                    | 所在地          | 所在地          |
| 日本語                                  | ハングル | 英語      | 駅間 キロ (km) | ソウル からの 累計 キロ (km) | 接続路線                                                    | 所在地          | 所在地          |
| --------------------------------------- | -------- | --------- | -------------- | ---------------------------- | ----------------------------------------------------------- | --------------- | --------------- |
| ↑京釜高速線・京釜線（西大邱経由）へ直通 |          |           |                |                              |                                                             |                 |                 |
| 東大邱駅                                | 동대구역 | Dongdaegu | -              | 286.7                        | 韓国鉄道公社：京釜線・大慶線 大邱都市鉄道公社：●1号線 (135) | 大邱広域市 東区 | 大邱広域市 東区 |
| 慶山駅                                  | 경산역   | Gyeongsan | 12.3           | 299.0                        | 韓国鉄道公社：京釜線・大慶線                                | 慶尚北道 慶山市 | 慶尚北道 慶山市 |
| 密陽駅                                  | 밀양역   | Miryang   | 43.0           | 342.0                        | 韓国鉄道公社：京釜線                                        | 慶尚南道 密陽市 | 慶尚南道 密陽市 |
| 亀浦駅                                  | 구포역   | Gupo      | 43.6           | 385.6                        | 韓国鉄道公社：京釜線 釜山交通公社：●3号線 (314)             | 釜山広域市      | 北区            |
| 釜山駅                                  | 부산역   | Busan     | 16.5           | 402.1                        | 韓国鉄道公社：京釜線 釜山交通公社：●1号線 (113)             | 釜山広域市      | 東区            |

#### 慶全線直通
| 駅名                                    | 駅名       | 駅名            | 駅間 キロ (km) | ソウル からの 累計 キロ (km) | 接続路線                                                    | 所在地          | 所在地          | 所在地          |
| 日本語                                  | ハングル   | 英語            | 駅間 キロ (km) | ソウル からの 累計 キロ (km) | 接続路線                                                    | 所在地          | 所在地          | 所在地          |
| --------------------------------------- | ---------- | --------------- | -------------- | ---------------------------- | ----------------------------------------------------------- | --------------- | --------------- | --------------- |
| ↑京釜高速線・京釜線（西大邱経由）へ直通 |            |                 |                |                              |                                                             |                 |                 |                 |
| 東大邱駅                                | 동대구역   | Dongdaegu       | -              | 286.7                        | 韓国鉄道公社：京釜線・大慶線 大邱都市鉄道公社：●1号線 (135) | 大邱広域市 東区 | 大邱広域市 東区 | 大邱広域市 東区 |
| 慶山駅                                  | 경산역     | Gyeongsan       | 12.3           | 299.0                        | 韓国鉄道公社：京釜線・大慶線                                | 慶尚北道 慶山市 | 慶尚北道 慶山市 | 慶尚北道 慶山市 |
| 密陽駅                                  | 밀양역     | Miryang         | 43.0           | 342.0                        | 韓国鉄道公社：京釜線                                        | 慶尚南道        | 密陽市          | 密陽市          |
| 進永駅                                  | 진영역     | Jinyeong        | 26.6           | 368.6                        | 韓国鉄道公社：慶全線                                        | 慶尚南道        | 金海市          | 金海市          |
| 昌原中央駅                              | 창원중앙역 | Changwonjungang | 14.1           | 382.7                        | 韓国鉄道公社：慶全線                                        | 慶尚南道        | 昌原市          | 義昌区          |
| 昌原駅                                  | 창원역     | Changwon        | 10.3           | 393.0                        | 韓国鉄道公社：慶全線                                        | 慶尚南道        | 昌原市          | 義昌区          |
| 馬山駅                                  | 마산역     | Masan           | 3.6            | 396.6                        | 韓国鉄道公社：慶全線                                        | 慶尚南道        | 昌原市          | 馬山会原区      |
| 晋州駅                                  | 진주역     | Jinju           | 33.8           | 445.9                        | 韓国鉄道公社：慶全線                                        | 慶尚南道        | 晋州市          | 晋州市          |

#### 東海線直通
| 駅名                                    | 駅名     | 駅名      | 駅間 キロ (km) | ソウル からの 累計 キロ (km) | 接続路線                                                    | 所在地          |                 |
| 日本語                                  | ハングル | 英語      | 駅間 キロ (km) | ソウル からの 累計 キロ (km) | 接続路線                                                    | 所在地          |                 |
| --------------------------------------- | -------- | --------- | -------------- | ---------------------------- | ----------------------------------------------------------- | --------------- | --------------- |
| ↑京釜高速線・京釜線（西大邱経由）へ直通 |          |           |                |                              |                                                             |                 |                 |
| 東大邱駅                                | 동대구역 | Dongdaegu | -              | 286.7                        | 韓国鉄道公社：京釜線・大慶線 大邱都市鉄道公社：●1号線 (135) | 大邱広域市 東区 |                 |
| 浦項駅                                  | 포항역   | Pohang    | 82.9           | 369.6                        | 韓国鉄道公社：東海線                                        | 慶尚北道 浦項市 | 慶尚北道 浦項市 |

### 湖南高速鉄道（幸信 - 木浦）

#### 湖南高速線経由
| 駅名       | 駅名       | 駅名             | 駅間 キロ (km) | 累計 キロ (km) | 接続路線 | 所在地               | 所在地               |
| 日本語     | ハングル   | 英語             | 駅間 キロ (km) | 累計 キロ (km) | 接続路線 | 所在地               | 所在地               |
| ---------- | ---------- | ---------------- | -------------- | -------------- | --- | -------------------- | -------------------- |
| 幸信駅     | 행신역     | Haengsin         | -              | -16.9          | 韓国鉄道公社：●京義・中央線 (K320) | 京畿道 高陽市 徳陽区 | 京畿道 高陽市 徳陽区 |
| ソウル駅   | 서울역     | Seoul            | 14.7           | -3.2           | 韓国鉄道公社：京釜線・京義線・●1号線（京釜電鉄線） (133)・●京義・中央線 (P313) 空港鉄道：●仁川国際空港鉄道 (A01) ソウル交通公社：●1号線（地下鉄1号線） (133)・●4号線（地下鉄4号線） (426)（"ソウル駅"駅（地下）） | ソウル特別市         | 中区                 |
| 龍山駅     | 용산역     | Yongsan          | 3.2            | 0.0            | 韓国鉄道公社：京釜線・京元線・●1号線（京釜電鉄線） (135)・●京義・中央線 (K110) | ソウル特別市         | 龍山区               |
| 光明駅     | 광명역     | Gwangmyeong      | 18.8           | 18.8           | 韓国鉄道公社：●1号線（光明シャトル） (P144-1) | 京畿道 光明市        | 京畿道 光明市        |
| 天安牙山駅 | 천안아산역 | Cheonan-Asan     | 74.0           | 92.8           | 韓国鉄道公社：長項線・●1号線（長項電鉄線） (P172)（牙山駅） | 忠清南道 牙山市      | 忠清南道 牙山市      |
| 五松駅     | 오송역     | Osong            | 28.6           | 121.4          | 韓国鉄道公社：京釜高速線・忠北線 | 忠清北道 清州市      | 忠清北道 清州市      |
| 公州駅     | 공주역     | Gongju           | 43.8           | 165.2          | | 忠清南道 公州市      | 忠清南道 公州市      |
| 益山駅     | 익산역     | Iksan            | 46.0           | 211.2          | 韓国鉄道公社：湖南線・全羅線・長項線 | 全羅北道             | 益山市               |
| 井邑駅     | 정읍역     | Jeongeup         | 42.1           | 253.3          | 韓国鉄道公社：湖南線 | 全羅北道             | 井邑市               |
| 光州松汀駅 | 광주송정역 | Gwangjusongjeong | 50.5           | 303.8          | 韓国鉄道公社：湖南線・慶全線・光州線 光州広域市都市鉄道公社：●1号線 (117) （"光州松汀駅"駅） | 光州広域市 光山区    | 光州広域市 光山区    |
| 羅州駅     | 나주역     | Naju             | 15.8           | 319.6          | 韓国鉄道公社：湖南線 | 全羅南道             | 羅州市               |
| 木浦駅     | 목포역     | Mokpo            | 51.0           | 370.6          | 韓国鉄道公社：湖南線 | 全羅南道             | 木浦市               |

#### 湖南線西大田経由
| 駅名                        | 駅名     | 駅名       | 駅間 キロ (km) | 龍山 からの 累計 キロ (km) | 接続路線                                         | 所在地          | 所在地          |
| 日本語                      | ハングル | 英語       | 駅間 キロ (km) | 龍山 からの 累計 キロ (km) | 接続路線                                         | 所在地          | 所在地          |
| --------------------------- | -------- | ---------- | -------------- | -------------------------- | ------------------------------------------------ | --------------- | --------------- |
| ↑京釜高速線直通             |          |            |                |                            |                                                  |                 |                 |
| 五松駅                      | 오송역   | Osong      | -              | 121.4                      | 韓国鉄道公社：京釜高速線・湖南高速線・忠北線     | 忠清北道 清州市 | 忠清北道 清州市 |
| 西大田駅                    | 서대전역 | Seodaejeon | 36.2           | 157.6                      | 韓国鉄道公社：湖南線                             | 大田広域市 中区 | 大田広域市 中区 |
| 鶏龍駅                      | 계룡역   | Gyeryong   | 19.7           | 177.3                      | 韓国鉄道公社：湖南線                             | 忠清南道        | 鶏龍市          |
| 論山駅                      | 논산역   | Nonsan     | 25.4           | 202.7                      | 韓国鉄道公社：湖南線                             | 忠清南道        | 論山市          |
| 益山駅                      | 익산역   | Iksan      | 37.1           | 239.8                      | 韓国鉄道公社：湖南高速線・湖南線・全羅線・長項線 | 全羅北道 益山市 | 全羅北道 益山市 |
| ↓一部湖南高速線・全羅線直通 |          |            |                |                            |                                                  |                 |                 |

#### 全羅線直通
- 累計キロは湖南高速線公州経由。

| 駅名                    | 駅名         | 駅名       | 駅間 キロ (km) | 龍山 からの 累計 キロ (km) | 接続路線                                 | 所在地   | 所在地        | 所在地 |
| 日本語                  | ハングル     | 英語       | 駅間 キロ (km) | 龍山 からの 累計 キロ (km) | 接続路線                                 | 所在地   | 所在地        | 所在地 |
| ----------------------- | ------------ | ---------- | -------------- | -------------------------- | ---------------------------------------- | -------- | ------------- | ------ |
| ↑湖南線・湖南高速線直通 |              |            |                |                            |                                          |          |               |        |
| 益山駅                  | 익산역       | Iksan      | -              | 211.2                      | 韓国鉄道公社：湖南高速線・湖南線・長項線 | 全羅北道 | 益山市        |        |
| 全州駅                  | 전주역       | Jeonju     | 25.5           | 236.7                      | 韓国鉄道公社：全羅線                     | 全羅北道 | 全州市 徳津区 |        |
| 南原駅                  | 남원역       | Namwon     | 54.0           | 290.7                      | 韓国鉄道公社：全羅線                     | 全羅北道 | 南原市        |        |
| 谷城駅                  | 곡성역       | Gokseong   | 17.6           | 308.3                      | 韓国鉄道公社：全羅線                     | 全羅南道 | 谷城郡        |        |
| 求礼口駅                | 구례구역     | Guryegu    | 20.3           | 328.6                      | 韓国鉄道公社：全羅線                     | 全羅南道 | 順天市        |        |
| 順天駅                  | 순천역       | Suncheon   | 28.2           | 356.8                      | 韓国鉄道公社：全羅線・慶全線             | 全羅南道 | 順天市        |        |
| 麗川駅                  | 여천역       | Yeocheon   | 25.3           | 382.1                      | 韓国鉄道公社：全羅線                     | 全羅南道 | 麗水市        |        |
| 麗水エキスポ駅          | 여수엑스포역 | Yeosu EXPO | 9.5            | 391.6                      | 韓国鉄道公社：全羅線                     | 全羅南道 | 麗水市        |        |

### 江陵線

#### 幸信 - 江陵（京江線経由）
| 駅名     | 駅名     | 駅名          | 駅間キロ (km) | 累計キロ (km) | 接続路線 | 所在地               | 所在地               |
| 日本語   | ハングル | 英語          | 駅間キロ (km) | 累計キロ (km) | 接続路線 | 所在地               | 所在地               |
| -------- | -------- | ------------- | ------------- | ------------- | --- | -------------------- | -------------------- |
| 幸信駅   | 행신역   | Haengsin      | -             | -14.7         | 韓国鉄道公社：●京義・中央線 (K320) | 京畿道 高陽市 徳陽区 | 京畿道 高陽市 徳陽区 |
| ソウル駅 | 서울역   | Seoul         | 14.7          | 0.0           | 韓国鉄道公社：京釜線・京義線・●1号線（京釜電鉄線） (133)・●京義・中央線 (P313) ソウル交通公社：●1号線（地下鉄1号線） (133)・●4号線（地下鉄4号線） (426)（"ソウル駅"駅（地下）） 空港鉄道：●仁川国際空港鉄道 (A01) | ソウル特別市         | 中区                 |
| 清凉里駅 | 청량리역 | Cheongnyangni | 15.9          | 15.9          | 韓国鉄道公社：中央線・京元線・●1号線（京元電鉄線） (124)・●京義・中央線 (K117) ソウル交通公社：●1号線（地下鉄1号線） (124)                                                                                        | ソウル特別市         | 東大門区             |
| 上鳳駅   | 상봉역   | Sangbong      | 4.0           | 19.9          | 韓国鉄道公社：●京義・中央線・●京春線（K120） ソウル交通公社：●7号線 (720) ※忘憂駅とも接続 | ソウル特別市         | 中浪区               |
| 徳沼駅   | 덕소역   | Deokso        | 13.2          | 33.1          | 韓国鉄道公社：中央線・●京義・中央線（K126） | 京畿道               | 南楊州市             |
| 楊平駅   | 양평역   | Yangpyeong    | 30.7          | 63.8          | 韓国鉄道公社：中央線・●京義・中央線（K135） | 京畿道               | 楊平郡               |
| 西原州駅 | 서원주역 | Seowonju      | 38.5          | 86.4          | 韓国鉄道公社：中央線 | 江原特別自治道       | 原州市               |
| 万鍾駅   | 만종역   | Manjong       | 45.1          | 108.9         | | 江原特別自治道       | 原州市               |
| 横城駅   | 횡성역   | Hoengseong    | 18.3          | 127.2         | | 江原特別自治道       | 横城郡               |
| 屯内駅   | 둔내역   | Dunnae        | 20.6          | 147.8         | | 江原特別自治道       | 横城郡               |
| 平昌駅   | 평창역   | Pyeongchang   | 20.0          | 167.8         | | 江原特別自治道       | 平昌郡               |
| 珍富駅   | 진부역   | Jinbu         | 16.3          | 184.1         | | 江原特別自治道       | 平昌郡               |
| 江陵駅   | 강릉역   | Gangneung     | 40.3          | 224.4         | 韓国鉄道公社：京江線（嶺東線方面一般列車） | 江原特別自治道       | 江陵市               |

#### 嶺東線直通
| 駅名                     | 駅名     | 駅名         | 駅間キロ (km) | ソウル からの 累計 キロ (km) | 接続路線                     | 所在地         | 所在地 |
| 日本語                   | ハングル | 英語         | 駅間キロ (km) | ソウル からの 累計 キロ (km) | 接続路線                     | 所在地         | 所在地 |
| ------------------------ | -------- | ------------ | ------------- | ---------------------------- | ---------------------------- | -------------- | ------ |
| ↑京江線 ソウル方面へ直通 |          |              |               |                              |                              |                |        |
| 珍富駅                   | 진부역   | Jinbu        | -             | 184.1                        |                              | 江原特別自治道 | 平昌郡 |
| 正東津駅                 | 정동진역 | Jeongdongjin |               |                              | 韓国鉄道公社：嶺東線         | 江原特別自治道 | 江陵市 |
| 墨湖駅                   | 묵호역   | Mukho        | 22.9          |                              | 韓国鉄道公社：嶺東線         | 江原特別自治道 | 東海市 |
| 東海駅                   | 동해역   | Donghae      | 6.0           |                              | 韓国鉄道公社：嶺東線・三陟線 | 江原特別自治道 | 東海市 |

### 中央線（ソウル - 釜田）
| 駅名     | 駅名     | 駅名          | 駅間キロ (km) | 累計キロ (km) | 接続路線 | 所在地              | 所在地              |
| 日本語   | ハングル | 英語          | 駅間キロ (km) | 累計キロ (km) | 接続路線 | 所在地              | 所在地              |
| -------- | -------- | ------------- | ------------- | ------------- | --- | ------------------- | ------------------- |
| ソウル駅 | 서울역   | Seoul         | -             | 0.0           | 韓国鉄道公社：京釜線・京義線・●1号線（京釜電鉄線） (133)・●京義・中央線 (P313) ソウル交通公社：●1号線（地下鉄1号線） (133)・●4号線（地下鉄4号線） (426)（"ソウル駅"駅（地下）） 空港鉄道：●仁川国際空港鉄道 (A01) | ソウル特別市        | 中区                |
| 清凉里駅 | 청량리역 | Cheongnyangni | 15.9          | 15.9          | 韓国鉄道公社：中央線・京元線・●1号線（京元電鉄線） (124)・●京義・中央線 (K117) ソウル交通公社：●1号線（地下鉄1号線） (124)                                                                                        | ソウル特別市        | 東大門区            |
| 上鳳駅   | 상봉역   | Sangbong      | 4.0           | 19.9          | 韓国鉄道公社：●京義・中央線・●京春線（K120） ソウル交通公社：●7号線 (720) ※忘憂駅とも接続 | ソウル特別市        | 中浪区              |
| 楊平駅   | 양평역   | Yangpyeong    | 47.9          | 47.9          | 韓国鉄道公社：中央線・●京義・中央線（K135） | 京畿道              | 楊平郡              |
| 西原州駅 | 서원주역 | Seowonju      | 38.5          | 86.4          | 韓国鉄道公社：中央線 | 江原特別自治道      | 原州市              |
| 原州駅   | 원주역   | Wonju         | 8.3           | 94.7          | 韓国鉄道公社：中央線 | 江原特別自治道      | 原州市              |
| 堤川駅   | 제천역   | Jecheon       | 37.4          | 132.1         | 韓国鉄道公社：中央線・太白線 | 忠清北道            | 堤川市              |
| 丹陽駅   | 단양역   | Danyang       | 22.4          | 154.5         | 韓国鉄道公社：中央線 | 忠清北道            | 丹陽郡              |
| 豊基駅   | 풍기역   | Punggi        | 21.4          | 175.9         | 韓国鉄道公社：中央線 | 慶尚北道            | 栄州市              |
| 栄州駅   | 영주역   | Yeongju       | 12.4          | 188.3         | 韓国鉄道公社：中央線・慶北線・嶺東線 | 慶尚北道            | 栄州市              |
| 安東駅   | 안동역   | Andong        | 31.1          | 219.4         | 韓国鉄道公社：中央線 | 慶尚北道            | 安東市              |
| 義城駅   | 의성역   | Uiseong       | 25.1          | 244.6         | 韓国鉄道公社：中央線 | 慶尚北道            | 義城郡              |
| 永川駅   | 영천역   | Yeongcheon    | 52.1          | 296.7         | 韓国鉄道公社：中央線・大邱線 | 慶尚北道            | 永川市              |
| 慶州駅   | 경주역   | Gyeongju      | 30.7          | 327.4         | 韓国鉄道公社：東海線・京釜高速線 | 慶尚北道            | 慶州市              |
| 太和江駅 | 태화강역 | Taehwagang    | 41.9          | 369.3         | 韓国鉄道公社：●東海線（K132） | 蔚山広域市 南区     | 蔚山広域市 南区     |
| 釜田駅   | 부전역   | Bujeon        | 63.8          | 433.1         | 韓国鉄道公社：●東海線（K110） 釜山交通公社：●1号線（120） | 釜山広域市 釜山鎮区 | 釜山広域市 釜山鎮区 |

### 中部内陸線（板橋 - 聞慶）
| 駅名         | 駅名         | 駅名             | 駅間キロ (km) | 累計キロ (km) | 接続路線                                                                     | 所在地          | 所在地          |
| 日本語       | ハングル     | 英語             | 駅間キロ (km) | 累計キロ (km) | 接続路線                                                                     | 所在地          | 所在地          |
| ------------ | ------------ | ---------------- | ------------- | ------------- | ---------------------------------------------------------------------------- | --------------- | --------------- |
| 板橋駅       | 판교역       | Pangyo           | -             | 0.0           | 新盆唐線（企業）：●新盆唐線（D11） 韓国鉄道公社：●京江線（京江電鉄線）(K410) | 京畿道          | 城南市          |
| 夫鉢駅       | 부발역       | Bubal            | 42.3          | 42.3          | 韓国鉄道公社：●京江線（京江電鉄線）(K418)                                    | 京畿道          | 利川市          |
| 加南駅       | 가남역       | Ganam            | 9.0           | 51.3          |                                                                              | 京畿道          | 驪州市          |
| 甘谷長湖院駅 | 감곡장호원역 | GamgokJanghowon  | 12.2          | 63.5          |                                                                              | 忠清北道        | 陰城郡          |
| 仰城温泉駅   | 앙성온천역   | Angseong Oncheon | 14.6          | 78.1          |                                                                              | 忠清北道        | 忠州市          |
| 忠州駅       | 충주역       | Chungju          | 20.5          | 98.6          | 韓国鉄道公社：忠北線                                                         | 忠清北道        | 忠州市          |
| 乷味駅       | 살미역       | Salmi            | 10.3          | 108.9         |                                                                              | 忠清北道        | 忠州市          |
| 水安保温泉駅 | 수안보온천역 | Suanbooncheon    | 8.5           | 117.4         |                                                                              | 忠清北道        | 忠州市          |
| 延豊駅       | 연풍역       | Yeonpung         | 6.3           | 123.7         |                                                                              | 忠清北道        | 槐山郡          |
| 聞慶駅       | 문경역       | Mungyeong        | 11.3          | 135.0         | 韓国鉄道公社：聞慶線                                                         | 慶尚北道 聞慶市 | 慶尚北道 聞慶市 |

## 車両

### 営業車両
いずれの車両も、自動車内放送は朝鮮語、英語、中国語、日本語の順に放送される。始終着駅や主要駅ではこれに続いて乗り換え案内などの放送が流れる。

#### KTX

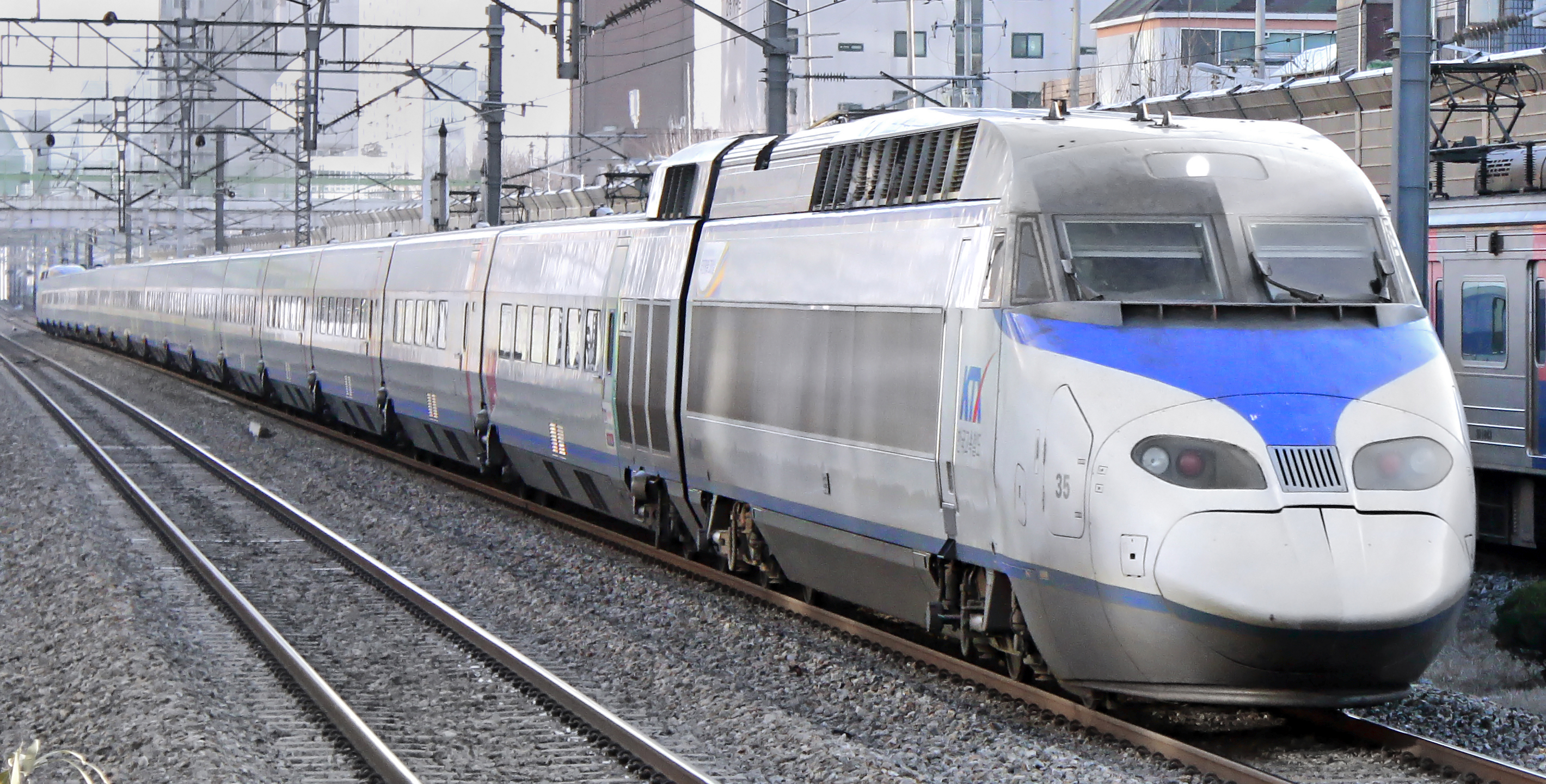
KTX

開業当初から運行されている車両。列車は20両編成で、フランス国鉄（SNCF）が運用するTGV Réseau編成の韓国仕様となっている。動力集中方式を採用し、両先頭車が動力車で残り18両が客車となっている。先頭部のデザインはTGV Réseau編成より丸みを帯びたデザインとなっている。TGV車両との主な違いは、車両構体の強化である。TGV車両は車両構体の強度が不足しており、トンネル走行時に亀裂が入る恐れがあったことから、KTX編成においてはトンネル走行時に亀裂が入らないよう構体の強度を向上させている。定員は935席。車両は12編成がフランスのアルストム社で製造し、残り34編成はアルストム社から主要部品を輸入した。ノックダウン生産で、韓国現代-起亜自動車グループ傘下の地元メーカー、ロテム（現在の現代ロテム）社によって製造された。製造年は1997 - 2003年、最高運転速度は305km/h。

#### KTX-山川

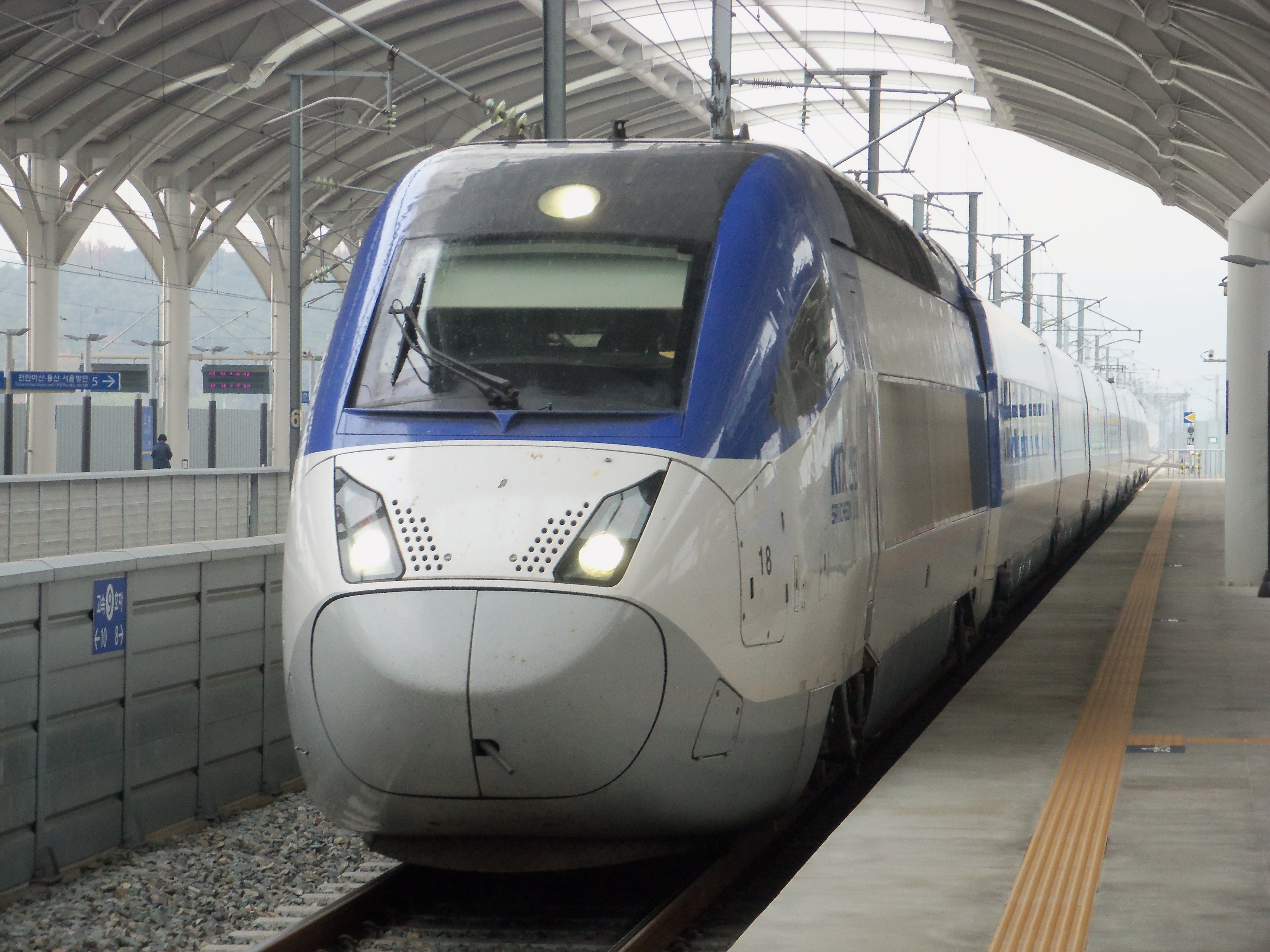
KTX-山川

2010年3月2日より営業運転に投入された車両。当初はKTX-IIとして開発されていた車両で、2007年の釜山国際鉄道産業展（BEXCO）に実物大模型2両分が展示されていた。
後述の試作車・HSR-350Xおよび従来のKTXで得られた技術的データや利用客からの声を反映させ、一般席は従来のKTXよりシートピッチを50mm拡大した980mmの回転式リクライニングシートを採用するなど、座席の回転や車体の拡大などの居住性に配慮した設計とすると共に、列車運用に柔軟性を持たせ、KTXより若干短編成化した両端動力車＋客車8両の編成となった（2編成併結運用もある）。定員は363席（特室30席、一般室333席）。

#### SRT

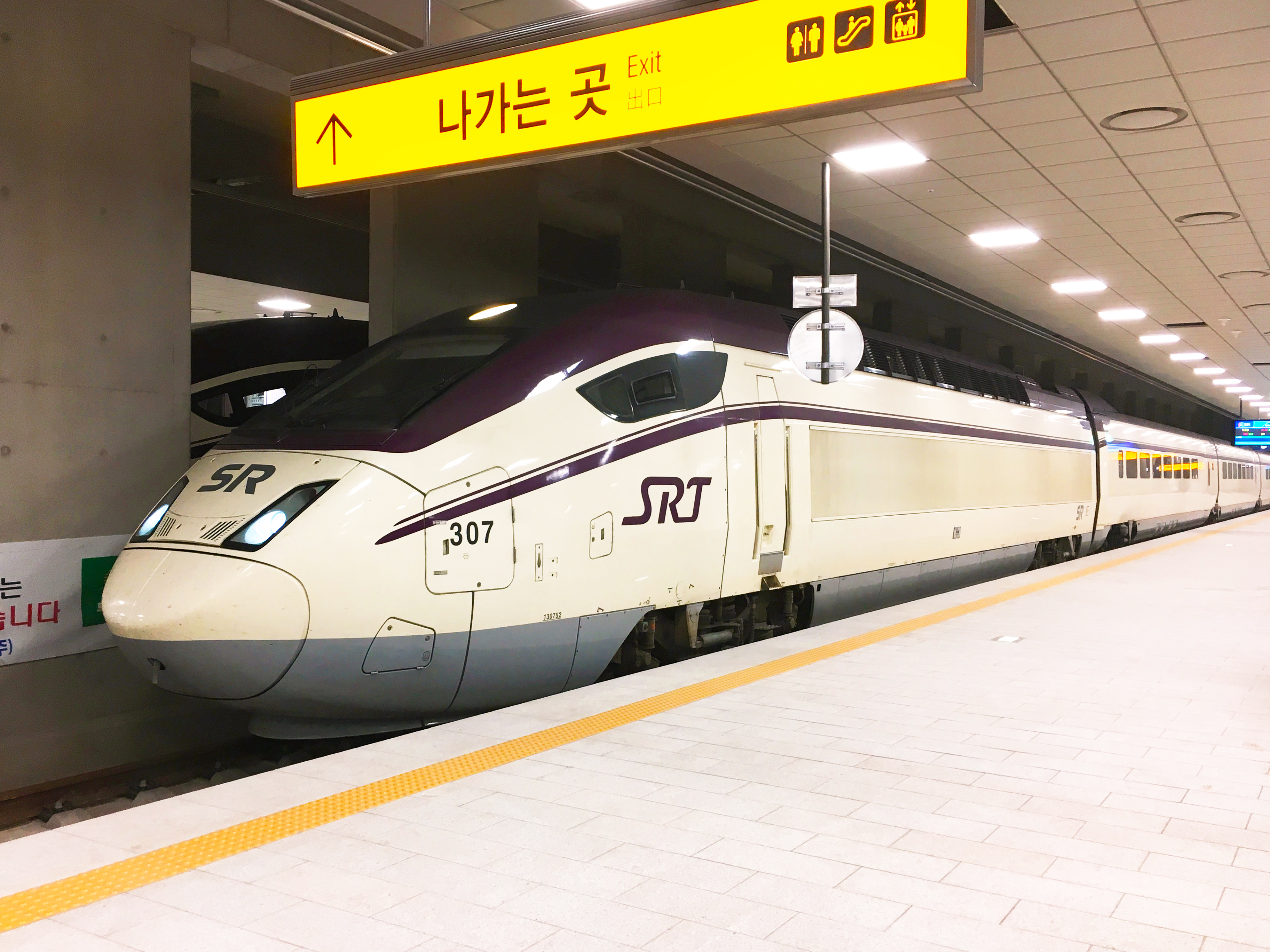
SRT

2015年3月31日より営業運転に投入された車両（同年8月1日以降は湖南高速鉄道のみの運用）。
湖南高速線・水西平沢高速線の開通にあわせ増備された編成で、KTX-山川をベースに騒音の低減や座席数の増加などの改良を行っている。

#### KTX-イウム
2021年1月5日に中央線の清凉里駅 - 安東駅間に投入された車両。

#### KTX-青龍
2024年5月1日より営業運転に投入された車両。
KTX-イウムをベースに最高速度320km/hに対応した設計となっている。

### 業務用車両

#### ROGER-1000K
総合検査車（ROGER-1000K）は、電車線、軌道、通信、信号設備の検査が可能である。この車両は2004年4月にイタリアのメルメックから導入しており、検査装置は電車線と軌道はメルメック製、通信は米国のモトローラ製のものが設置されている。信号検査設備は国内LS産電で構築して搭載した。ROGER-1000Kは最高速度170km/h、運行速度160km/hである。しかし、全機能を使用しての検査がないまま検測機能を搭載したKTX-Iの第31編成での業務に置き換わっている。

### 試験車両

#### HSR-350X
ロテムと韓国鉄道技術研究院は、TGV Réseau編成をベースとして80パーセント以上を国産化した韓国型高速鉄道試験車G7/HSR-350Xを製作し、最高速度350km/hの運転を目指した。2004年12月の試運転では将来的に量産投入予定とされた10両編成から客車3両を抜いた7両編成で当時の韓国鉄道史上最高速度となる352.4km/hを記録した。韓国鉄道技術研究院は、これにより十分な成果が得られたとして営業用の量産編成の作成に取り掛かることとなり、「KTX-山川（KTX-II）」が完成した。

#### HEMU-430X

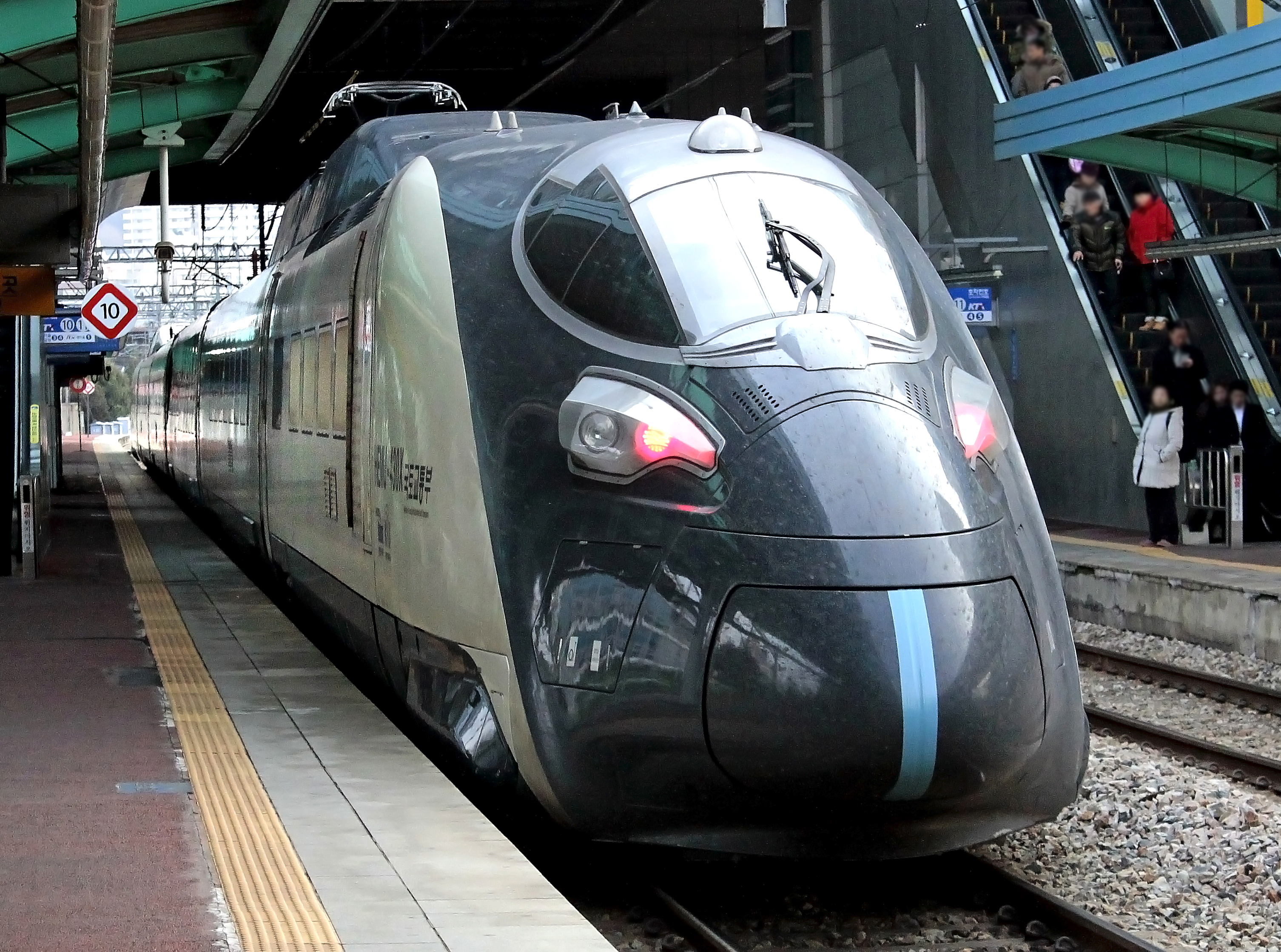
試運転中のHEMU-430X

韓国鉄道技術研究院は、HSR-350Xの後続の試験車として2007年から動力分散方式を採用するHEMU-400X（HEMUは High-speed Electric Multiple Unit の略）の開発に着手した。2010年には目標設計速度が30km/h高められてHEMU-430Xに改名した。
2013年3月28日には試験走行で421.4km/hを達成したことで、鉄輪式鉄道の試験速度としてはドイツの記録を上回り、フランス・中国・日本に続いて4番目に速い記録となった。2007年の開発開始から2015年までに投じられた開発予算は1182億ウォンであり、商用化は早くとも2020年とされているが、目標とする営業速度370km/hを達成するには、既存の架線や信号システムを刷新するか新線を建設しなければならないため、その実現性が危ぶまれている。

## 歴史

### 発注までの経緯
韓国のソウル市と釜山市を高速鉄道で結ぶ構想は1970年代から有り、高速鉄道建設を公約に掲げた盧泰愚が大統領に就任した1987年から具体的に動き出した。1992年1月には車両と架線、信号システムの国際入札を開始した。その際入札したのはフランス、ドイツ、日本の三カ国であった。日本は商社・車輛メーカーが中心となって日本連合を組んで、韓国仕様に改造したカスタム形式の300系タイプを売り込もうとしたが、欧州勢から「新幹線は坂に弱い。建設費が高い」などのネガティブキャンペーンを展開され、また日本側が技術移転に否定的（韓国側は車両の国産化を求めていた）など非協力的な態度を取ったこと、欧米側が日本側よりも好条件を提示したことなどから、1993年6月に欧州勢の入札は認めたものの、日本勢は評価基準に達しなかったとして入札は認められず、同年の8月に韓国政府はフランス勢に車両を発注すると発表した。

### 年表
1983年頃
韓国政府、京釜高速鉄道建設の妥当性に関する調査を開始する。
1989年
5月 - 京釜高速鉄道建設方針決定。
1990年
事業計画・路線決定。
1992年
3月9日 - 韓国高速鉄道建設公団が発足。
6月 - KTX高速新線建設着工。
1993年
8月 - 車両の入札を実施、フランスTGVを基本とした車両に決定。
1994年
7月 - アルストム社と車両供給契約および技術移転契約を締結。
1997年
5月 - アルストム社でKTX第1編成が落成。
11月 - フランス国内で試験運転開始。
1998年
7月 - 高速鉄道建設基本計画変更（段階別開通 1段階 ソウル - 釜山 2004年4月開通 / 2段階 2010年開通）
1999年
12月 - 湖南線電化推進計画樹立（韓国鉄道庁、現在の韓国鉄道公社）。
2002年
7月 - 天安 - 鳥致院間の試験運行で309km/hを記録。
2003年
5月 - 在来線直通運転区間での試運転を開始
10月 - 高速区間（ソウル - 東大邱間）での試運転を開始。
11月 - ソウル - 釜山間での試運転を開始。
2004年
1月1日 - 韓国高速鉄道建設公団が韓国鉄道施設公団（KR）に改編。
4月1日 - 京釜高速線（1期：始興分岐点 - 大邱北分岐点）開業。京釜高速鉄道（幸信 - ソウル - 釜山）および湖南高速鉄道（幸信 - 龍山 - 光州・木浦）の営業運転開始。
2005年
1月1日 - 鉄道庁公社化に伴い、韓国鉄道公社（KORAIL）の運営となる。
2006年
12月15日 - 光明駅活性化策として始興駅（現在の衿川区庁駅） - 光明駅間において高速鉄道路線への通勤電車の乗り入れを開始（光明シャトル）。
2007年
6月1日 - ダイヤ改正が行われ、京釜線の金泉駅と亀尾駅に直通する系統が新設される。運転本数は1日2往復、東大邱駅発着。
2008年
8月5日 - 京釜高速線金泉(亀尾)駅着工。2010年完工。
8月25日 - 京釜・湖南高速線五松駅着工。総工費5,048億ウォン、2010年完工。
9月9日 - 京釜高速線蔚山駅着工。総工費約1,100億ウォン、2010年完工。
11月26日 - 高速線での最高速度を300km/hから305km/hに引き上げ。
12月1日 - 光明シャトルの編成短縮（10両から4両）と始発・終着駅の変更（龍山駅から永登浦駅）が実施される。
2009年
2月18日 - 建設中の京釜高速線2期区間の枕木15万本にひび割れが発生しており、高速走行時の危険性が高いことが専門家によって指摘される。これにより、同時期に予定されていた韓国政府によるアメリカ合衆国・ブラジルへの高速鉄道技術の売り込みが中止・無期限延期となる。
3月20日 - 京釜線大邱広域市内線増・立体化事業着工。総事業費は1兆3,107億ウォンで、大邱広域市西区上里洞 - 東大邱駅寿城区晩村洞間の11.5kmが高架化・複々線化される。2014年に完工予定。
3月31日 - 京釜線の大田広域市内18.1kmの線増・立体化事業着工。総事業費は1兆2,160億ウォンで、大徳区梧亭洞 - 大田 - 板岩洞間6.7kmは既存線の高架・複々線化、板岩洞 - 沃川郡沃川邑三青里間の11.4kmは、途中5.08kmの食蔵山トンネルを含む専用線建設となる。2015年完工。
6月18日 - 京釜高速線2期区間で発生した枕木亀裂について、調査団は「全面交換ではなくグリス注入による補修で対処し、予定通り2010年末ごろの完工が可能」との結論を出す。
7月24日 - 湖南高速線（五松 - 木浦間）のうち益山駅周辺工区の着工。
8月3日 - 全駅の自動改札機を撤去。
12月4日 - 湖南高速線第1段階区間（五松 - 光州松汀間・183.2km）の着工。総事業費は2期分も含めて11兆2,720億ウォン。（後に2期区間は内容が変更された。）
2010年
2月 - 次世代車両KTX-IIの愛称が公募により「KTX-山川」に決定。
3月2日 - KTX-山川が湖南・京釜線でそれぞれ2往復ずつ営業運転を開始。
3月29日 - KTX-山川が空港鉄道（当時・KORAIL空港鉄道）のソウル〜金浦空港間において試運転を実施。
4月1日 - KTX-山川の使用列車が1日12本（京釜線2往復、湖南線4往復）に増加。
6月3日 - 京釜高速線第2期区間（東大邱 - 釜山間）で試運転を開始。
11月1日 - 京釜高速線（2期：大邱南分岐点 - 釜山分岐点）開業。同時に第1期区間の五松駅・金泉(亀尾)駅が開業。金泉駅・亀尾駅に直通する系統は廃止。大田以北で在来線を経由する「水原経由」系統を新設。
12月1日 - 平日に限り京釜間を2時間8分で結ぶノンストップ便の試験運行を開始（後に2時間13分に変更）。
12月15日 - 慶全線の複線電化開業に伴い、馬山まで乗り入れを開始（平日7往復、土休日12往復。KTX-山川使用）。
2011年
2月11日 - 光明駅付近で運行中の列車が脱線。原因は分岐器（ポイント）の問題によるもの。
6月8日 - 乾川連結線（7.2km）着工。2015年完工。
6月24日 - 水西平沢高速線着工。
10月5日 - 全羅線の複線電化工事が完成。全区間においてKTXの運行を開始。
2012年
1月2日 - 韓国政府、2018年平昌オリンピック誘致運動時にIOCに確約した仁川空港〜平昌間の高速鉄道建設を白紙化
5月1日 - 全羅線の高速化事業が完了し、KTXが益山 - 順天間で200km/h、順天 - 麗水エキスポ間で230km/hで運行開始
12月5日 - 慶全線馬山 - 晋州複線電化完成に伴い、KTXが咸安・晋州まで乗り入れ(1日5往復、月曜日6往復)
2013年
1月1日 - 京釜線慶山駅へのKTX停車開始(1日2往復)
2014年
6月30日 - 京義線と仁川国際空港鉄道の連絡線（水色直結線）供用により、仁川国際空港駅へのKTXの乗り入れを開始。（1日9往復）
2015年
3月31日 - KTX_山川の営業運転を開始。
4月2日 - 湖南高速線（1期：五松 - 光州松汀）と乾川連結線の開業に伴うダイヤ改正。湖南線系統の見直しと浦項までの乗り入れ（平日8往復、土休日10往復）を開始（実際は3月31日より仮営業）。光州駅乗り入れと咸安駅停車を廃止。京釜高速線のノンストップ列車・速達列車の設定がなくなる。
8月1日 - 京釜高速線（3期：大田市内・大邱市内・釜山市内線増化）が開業し、新ダイヤでの運行開始
2016年
2月1日 - SRによって運行される水西平沢高速線直通の列車名が「SRT」に決定される
12月9日 - 水西平沢高速線開業によるダイヤ改正。京釜高速鉄道の龍山駅停車、湖南高速鉄道のソウル停車が再開、西大田経由便の全羅線直通を開始。
2017年
12月22日 - 京江線開業により、KTX京江線（ソウル - 清凉里 - 江陵）の営業運転開始。
2018年
1月18日 - 仁川国際空港2ターミナル駅の開業により、KTXの延伸乗り入れを開始。
1月26日 - 2018年平昌オリンピック・パラリンピック開催に伴う臨時ダイヤでの運行を開始。空港鉄道への乗り入れはKTX京江線のみとなり、龍山線経由の速達列車などを運行、同年3月22日まで続いた。
3月23日 - 空港鉄道への乗り入れを休止。
4月16日 - KTX京江線の案内上の路線名（運行系統名）を江陵線に改称。
9月1日 - 空港鉄道への乗り入れを正式に廃止。
2019年
4月15日 - 江陵線の始終着駅を、週末の増発列車を除きソウル駅に統一。
5月23日 - 7月に光州で開催される2019年世界水泳選手権期間中、大会関係者のために仁川空港と光州松汀駅を結ぶKTX臨時便を運行することを決定。7月9日から29日まで1日4便運行される。2018年の空港鉄道への乗り入れ廃止以来、1年ぶりの乗り入れとなる。
2020年
3月2日 - 江陵線を嶺東線経由で東海駅まで乗り入れ開始。
9月1日 - BTSのメンバー、JONG KOOKの誕生日を祝うラッピング列車が運行を開始。同年10月5日までソウル駅 - 釜山駅間で運行された。
2021年
1月5日 - 中央線の清凉里駅 - 安東駅間でKTX-イウムが運行を開始。同区間の所要時間が約3時間30分から約2時間に短縮された。韓国初の動力分散方式の高速鉄道となる。
12月31日 - 中部内陸線開業により、KTX中部内陸線（夫鉢 - 忠州）の営業運転開始。
2024年
5月1日 - KTX-青龍の営業運転を開始。
11月30日 - 中部内陸線の忠州 - 聞慶間開業により、KTX中部内陸線を聞慶駅まで延伸。
12月20日 - 中央線の嶋潭 - 安東間の最高速度が250km/hに向上し、義城 - 北永川間の新線切り替えにより、KTX-イウムが東海線を経由し釜田駅まで乗り入れ開始。

## 今後の計画

### 湖南高速線
開業当初、湖南方面へは在来線を電化・複線化し、KTXを直通させることで対応していたが、ソウル - 釜山間の所要時間と比べて龍山 - 木浦間の所要時間が長いことから、開業当初から湖南線の高速新線建設計画が練られていた。
2006年8月、湖南高速鉄道基本計画が策定され、京釜高速線の五松駅から分岐し公州、益山、井邑、光州松汀、木浦に至る230.9kmのルートでの着工が決定した。光州松汀以北については2015年4月2日に開通したが、光州松汀以南については2020年着工、2025年完成を予定している。事業費は10兆5,417億ウォン、完成後の所要時間は龍山 - 木浦間で1時間46分となる。

### 仁川発KTX
仁川市内の駅から水仁線を経由し京釜高速線に乗り入れる計画で、水仁線と京釜高速線との間に連絡線を新設する。これにより、仁川と釜山、光州を2時間台で移動することができるとしている。
2017年4月、国土交通部は水仁線松島駅・中央駅に加え、漁川駅のKTX停車を決定した。2018年3月1日、国土交通部は仁川・水原発KTX事業基本計画を告示。仁川発は松島駅、草芝駅、漁川駅にKTXが停車できるように改良するものへ変更された
。

## 運営
2004年10月には定時運行率99.1%に達していたが、2006年6月までの平均定時率は91%に落ちていることが判明した（KORAILでは5分以内の遅延は全て定時扱いとしている）。2010年（1〜8月）には前年の98.27%から88%と大幅に悪化している。
韓国の旧暦1月1日のソルラル（旧正月）および旧暦8月15日の秋夕（チュソク=旧盆に相当する休暇）の時期には特別輸送期間として、別途列車の予約期間が設定される。この時期は通常の予約ができず、1人4枚までの購入に制限されたり、鉄道会員を優先して予約させるなどの対応が取られる。
現状ではKTXが一般列車のITX-セマウル、ムグンファ号などに比べ割高で、KTXを敬遠する傾向があり、KTXの空席が目立っているが、旅客機からシフトする客は増加しつつある。

### 運賃
運賃は国土海洋部が定めた上限の範囲内でKORAILが策定し、列車等級別、座席等級別、経路（高速新線と在来線の乗車比率で異なる）ごとの対キロとなり、韓国内で最も料率が高く、国内で唯一付加価値税が含まれている。特室はKTX一般料金の4割加算となる。平日は週末より料金が割引されていたが、2014年8月より平日割引は廃止された。
料率は高速新線でキロ当たり164.41ウォン、在来線でキロ当たり112.12ウォン（セマウル号で同96.36、ムグンファ号で同64.78ウォン）。
改札内でKTX同士を乗り継いでも、料金は通算されない。
2011年より、京釜高速鉄道に限り（後に湖南高速鉄道にも拡大）、新幹線ののぞみ・みずほ・はやぶさの追加料金に似た上級運賃（A等級）が採用され、その他の系統（B等級）の0.6%の追加料金が加算されている。A等級料金は、途中停車駅が2駅以下（京釜高速鉄道では、ソウル・大田・東大邱・釜山の相互駅間でノンストップ）の列車に適用される。
| 種別/行先                | 種別/行先              | 釜山          | 釜山          | 東大邱        | 東大邱        | 大田          | 大田          | 浦項          | 浦項          | 光州松汀      | 光州松汀      |
| 種別/行先                | 種別/行先              | 一般室        | 特室          | 一般室        | 特室          | 一般室        | 特室          | 一般室        | 特室          | 一般室        | 特室          |
| ------------------------ | ---------------------- | ------------- | ------------- | ------------- | ------------- | ------------- | ------------- | ------------- | ------------- | ------------- | ------------- |
| KTX（新線経由/A等級）    | 7月31日まで            | 59,200 ウォン | 82,900 ウォン | 42,800 ウォン | 59,900 ウォン | 23,800 ウォン | 33,300 ウォン | 52,900 ウォン | 74,100 ウォン | 47,100 ウォン | 65,900 ウォン |
| KTX（新線経由/A等級）    | 8月1日以降             | 60,100 ウォン | 84,100 ウォン | 43,800 ウォン | 61,300 ウォン | 23,800 ウォン | 33,300 ウォン | 53,900 ウォン | 75,500 ウォン | 47,100 ウォン | 65,900 ウォン |
| KTX（新線経由/B等級）    | 7月31日まで            | 58,800 ウォン | 82,300 ウォン | 42,500 ウォン | 59,500 ウォン | 23,700 ウォン | 33,200 ウォン | 52,600 ウォン | 73,600 ウォン | 46,800 ウォン | 65,500 ウォン |
| KTX（新線経由/B等級）    | 8月1日以降             | 59,800 ウォン | 83,700 ウォン | 43,500 ウォン | 60,900 ウォン | 23,700 ウォン | 33,200 ウォン | 53,600 ウォン | 75,000 ウォン | 46,800 ウォン | 65,500 ウォン |
| KTX (亀浦経由/B等級のみ) | 7月31日まで            | 52,900 ウォン | 74,100 ウォン | 42,500 ウォン | 59,500 ウォン | 23,700 ウォン | 33,200 ウォン | -             | -             |               |               |
| KTX (亀浦経由/B等級のみ) | 8月1日以降             | 53,900 ウォン | 75,500 ウォン | 43,500 ウォン | 60,900 ウォン | 23,700 ウォン | 33,200 ウォン | -             | -             |               |               |
| KTX (水原経由/B等級のみ) | 7月31日まで            | 47,800 ウォン | 66,900 ウォン | 33,500 ウォン | 46,900 ウォン | 17,200 ウォン | 24,100 ウォン | -             | -             |               |               |
| KTX (水原経由/B等級のみ) | 8月1日以降             | 48,800 ウォン | 68,800 ウォン | 34,500 ウォン | 48,300 ウォン | 17,200 ウォン | 24,100 ウォン | -             | -             |               |               |
| セマウル、ITX-セマウル   | セマウル、ITX-セマウル | 42,600 ウォン | 49,000 ウォン | 31,400 ウォン | 36,100 ウォン | 16,000 ウォン | 19,600 ウォン | -             | -             | 33,200 ウォン | 38,000 ウォン |
| ムグンファ、ヌリロ       | ムグンファ、ヌリロ     | 28,600 ウォン | 32,900 ウォン | 21,100 ウォン | 24,300 ウォン | 10,800 ウォン | 12,400 ウォン | -             | -             | 22,300 ウォン | 25,600 ウォン |

2015年8月より全長45.3kmの大田・大邱都心区間専用線開業で、大田駅以南10.6kmと東大邱駅以南10.1kmの高速走行区間については高速新線の料率が適用される。

#### 割引
コレイルメンバーシップ会員向けに、列車の乗車率に応じて10 - 30%割引のインターネット特価。
コレイルメンバーシップ会員中、年齢、条件等に応じて10 - 40%の割引を受けることができる（列車の乗車率による）。また、同伴席（KTX一般室中央部にある4人向かい合わせの席）を使用する場合は15%の割引率が適用される。
通勤の場合土曜日と日曜日、祝日を除く平日に定期乗車券で最大5割（青少年は6割）まで割引を受けることができる。このほか、外国人専用の割引プログラムコリアレールパスがある。
それ以外にもITX-セマウル・セマウル号・ムグンファ号・ヌリロをKTXと1枚の乗車券で相互乗り換えする際は、4種類の列車について3割引となる。
ただしA'REX一般列車をはじめとする首都圏電鉄、京釜線と中央線、湖南線KTXとA'REX直通列車間の乗り換えなどの経路上の理由により1枚の乗車券で発売されていない場合、KTXを利用せずに乗り換え乗車券を発売する場合は除外され、ITX-青春の場合も1枚の乗り換え乗車券発売自体が不可能で乗り換え割引が適用できない。

#### 遅延保証金
自然災害などの不可抗力の理由を除いた遅延時に一定額の払戻がある。
遅延20分以上40分未満（開業時は25分以上50分未満）運賃の12.5%相当額の現金払戻か、後日乗車時の25%相当額割引券
遅延40分以上60分未満（同50分以上2時間未満）：運賃の25%相当額の現金か、後日乗車時の50%相当額割引券
遅延60分以上（同2時間以上）：運賃50%相当額の現金か、後日乗車時の100%相当額割引券

### 自由席
一般乗車券5％割引。
平日に限り原則KTX-Iは2両（17・18号車）、KTX-山川は1両（8号車）設定されており、週末・休日・帰省シーズンは全席指定で立席扱い（デッキの補助席は利用可）となる。
自由席乗車券は定期券を除き、予約指定時間の前後1時間の列車が利用可能となるもので、指定日の終日有効な日本の自由席特急券とは異なっている。
月曜日朝ラッシュ時は一部3両設定の列車がある。また、ソウル - 大田間の区間便は一部4 - 5両の列車がある。

### 運行

#### 種別と停車パターン
列車名は京釜高速線・湖南高速線を経由する「KTX」と、水西平沢高速線に直通する「SRT」の2種類。途中停車駅などによる違いはなく、以下の表における種別は当欄における便宜的なものである。
新幹線におけるこだま・つばめ・たにがわ・なすのに相当する途中駅全停車便は、一部系統にわずかに存在するのみで、ほとんどの列車は最低でも1駅は通過し、列車により停車駅を分ける千鳥停車を行っている。
また、新幹線のような途中駅での高速列車同士の追い抜きや待避は通常ダイヤではない（在来線区間で一般列車を追い抜くことはある）。

##### 2016年12月現在
- 京釜高速鉄道（KTXでソウル - 大田 - 東大邱 - 釜山相互間で途中停車駅がない場合、A等級料金適用）

| 種別                                        | 列車番号                     | 仁川空港2T                   | 仁川空港1T                   | 黔岩                         | 幸信                         | ソウル                       | 龍山                         | 永登浦                       | 光明                         | 水原                         | 天安牙山 | 五松 | 大田 | 金泉亀尾 | 東大邱 | 浦項 | 慶州 | 蔚山 | 慶山 | 密陽 | 亀浦 | 釜山 | 進永 | 昌原中央 | 昌原 | 馬山 | 晋州 | 運行本数 ※曜日によって異なる | 備考                                                              |
| ------------------------------------------- | ---------------------------- | ---------------------------- | ---------------------------- | ---------------------------- | ---------------------------- | ---------------------------- | ---------------------------- | ---------------------------- | ---------------------------- | ---------------------------- | -------- | ---- | ---- | -------- | ------ | ---- | ---- | ---- | ---- | ---- | ---- | ---- | ---- | -------- | ---- | ---- | ---- | ---------------------------- | ----------------------------------------------------------------- |
| 速達                                        | 100-229                      |                              |                              |                              |                              | ●                            | -                            | -                            | -                            | =                            | -        | -    | ●    | -        | ●      | =    | -    | -    | =    | =    | =    | ●    |      |          |      |      |      | 上下各4本                    |                                                                   |
| 新線経由                                    | 100-229                      | ●                            | ●                            | ●                            | =                            | ●                            | ▲                            | -                            | ▲                            | =                            | ▲        | ▲    | ●    | ▲        | ●      | =    | ▲    | ▲    | =    | =    | =    | ●    |      |          |      |      |      | 下り49-60本・上り50-62本     | 上下各6本空港線乗り入れ                                           |
| 新線経由                                    | 100-229                      |                              |                              |                              | ●                            | ●                            | ▲                            | -                            | ▲                            | =                            | ▲        | ▲    | ●    | ▲        | ●      | =    | ▲    | ▲    | =    | =    | =    | ●    |      |          |      |      |      | 上下各6本                    |                                                                   |
| 新線経由                                    | 28x                          |                              |                              |                              |                              | ●                            | ●                            | -                            | ●                            | -                            | ▲        | =    | ▲    | ▲        | ●      |      |      |      |      |      |      |      |      |          |      |      |      | 下り1本・上り1本             | 東大邱始発・終着                                                  |
| 新線経由                                    | 28x                          | ●                            | ●                            | ●                            | =                            | ●                            | -                            | -                            | ▲                            | =                            | ▲        | ▲    | ●    |          |        |      |      |      |      |      |      |      |      |          |      |      |      | 下り1本・上り2本             | 大田始発・終着 （282は空港線乗り入れ）                            |
| 在来線経由                                  | 231-238                      |                              |                              |                              |                              | ●                            | -                            | ▲                            | =                            | ●                            | =        | =    | ●    | ▲        | ●      | =    | ▲    | ▲    | =    | =    | =    | ●    |      |          |      |      |      | 上下各4本                    | ソウル-大田間在来線                                               |
| 在来線経由                                  | 250-                         |                              |                              |                              | ▲                            | ●                            | -                            | -                            | ▲                            | =                            | ▲        | ▲    | ●    | ▲        | ●      | =    | =    | =    | ▲    | ●    | ●    | ●    |      |          |      |      |      | 下り7-8本、上り6-7本         | 東大邱-釜山間在来線                                               |
| 在来線経由                                  | 252、257                     |                              |                              |                              |                              |                              | ●                            | -                            | ▲                            | =                            | ▲        | ▲    | ●    | ▲        | ●      | =    | =    | =    | ▲    | ●    | ●    | ●    |      |          |      |      |      | 上下各1本                    | 龍山発着、東大邱-釜山間在来線                                     |
| 慶全線直通 （KTX-山川の一部は東海線と重連） | 401-                         | ●                            | ●                            | ●                            | =                            | ●                            | -                            | -                            | ▲                            | =                            | ▲        | ▲    | ●    | ▲        | ●      | =    | =    | =    | -    | ▲    | =    | =    | ▲    | ▲        | ▲    | ●    | ●    | 下り7-8本、上り6-8本         | 慶全線馬山まで、約半数は晋州まで直通 （404、413は空港線乗り入れ） |
| 慶全線直通 （KTX-山川の一部は東海線と重連） | 406、411、419、422           |                              |                              |                              | ●                            | ●                            | -                            | -                            | ▲                            | =                            | ▲        | ▲    | ●    | ▲        | ●      | =    | =    | =    | -    | ▲    | =    | =    | ▲    | ▲        | ▲    | ●    | ●    | 上下各2本                    | 幸信発着                                                          |
| 慶全線直通 （KTX-山川の一部は東海線と重連） | 402、405、410、417、420、443 |                              |                              |                              |                              |                              | ●                            | -                            | ▲                            | =                            | ▲        | ▲    | ●    | ▲        | ●      | =    | =    | =    | -    | ▲    | =    | =    | ▲    | ▲        | ▲    | ●    | ●    | 下り2-3本、上り3本           | 龍山発着                                                          |
| 東海線直通 （KTX-山川の一部は慶全線と重連） | 451-                         | ●                            | ●                            | ●                            | =                            | ●                            | -                            | -                            | ▲                            | =                            | ▲        | ▲    | ●    | ▲        | ●      | ●    |      |      |      |      |      |      |      |          |      |      |      | 下り8本、上り5-6本           | （454、461は空港線乗り入れ）                                      |
| 東海線直通 （KTX-山川の一部は慶全線と重連） | 452、466、469、470、491      |                              |                              |                              | ●                            | ●                            | -                            | -                            | ▲                            | =                            | ▲        | ▲    | ●    | ▲        | ●      | ●    |      |      |      |      |      |      |      |          |      |      |      | 下り2本、上り3本             | 幸信発着                                                          |
| 東海線直通 （KTX-山川の一部は慶全線と重連） | 452、456、465、468、474      |                              |                              |                              |                              |                              | ●                            | -                            | ▲                            | =                            | ▲        | ▲    | ●    | ▲        | ●      | ●    |      |      |      |      |      |      |      |          |      |      |      | 下り1-2本、上り3本           | 龍山発着                                                          |
| SRT京釜線                                   | 3xx                          | SR水西平沢高速線経由水西直通 | SR水西平沢高速線経由水西直通 | SR水西平沢高速線経由水西直通 | SR水西平沢高速線経由水西直通 | SR水西平沢高速線経由水西直通 | SR水西平沢高速線経由水西直通 | SR水西平沢高速線経由水西直通 | SR水西平沢高速線経由水西直通 | SR水西平沢高速線経由水西直通 | ▲        | ▲    | ●    | ▲        | ●      | =    | ▲    | ▲    | =    | =    | =    | ●    |      |          |      |      |      | 上下各40本                   | 水西発着                                                          |

- 湖南高速鉄道（KTXで龍山または光明 - 益山・光州松汀、天安牙山 - 益山・光州松汀相互間で途中停車駅がない場合、A等級料金適用）

| 種別                                   | 列車番号 | 仁川空港2T                   | 仁川空港1T                   | 黔岩                         | 幸信                         | ソウル                       | 龍山                         | 光明                         | 天安牙山 | 五松 | 公州 | 西大田 | 鶏龍 | 論山 | 益山 | 井邑 | 光州松汀 | 羅州 | 木浦 | 全州 | 南原 | 谷城 | 求礼口 | 順天 | 麗川 | 麗水エキスポ         | 運行本数 ※曜日によって異なる                 | 備考                                   |
| -------------------------------------- | -------- | ---------------------------- | ---------------------------- | ---------------------------- | ---------------------------- | ---------------------------- | ---------------------------- | ---------------------------- | -------- | ---- | ---- | ------ | ---- | ---- | ---- | ---- | -------- | ---- | ---- | ---- | ---- | ---- | ------ | ---- | ---- | -------------------- | -------------------------------------------- | -------------------------------------- |
| 速達                                   | 541、543 |                              |                              |                              |                              |                              | ●                            | -                            | -        | -    | -    | =      | =    | =    | ●    | -    | ●        |      |      | =    | =    | =    | =      | =    | =    | =                    | 下り2本                                      |                                        |
| 高速線経由                             | 501-548  | ●                            | ●                            | ●                            | =                            | ▲                            | ●                            | ▲                            | ▲        | ▲    | ▲    | =      | =    | =    | ●    | ▲    | ●        | ▲    | ●    | =    | =    | =    | =      | =    | =    | =                    | 下り13-14本、上り14-15本                     | （512、513、525、526は空港線乗り入れ） |
| 高速線経由                             | 501-548  |                              |                              |                              | ●                            | ▲                            | ●                            | ▲                            | ▲        | ▲    | ▲    | =      | =    | =    | ●    | ▲    | ●        | ▲    | ●    | =    | =    | =    | =      | =    | =    | =                    | 下り6本、上り5本                             | 幸信発着                               |
| 高速線経由                             | 501-548  |                              |                              |                              |                              |                              | ●                            | ▲                            | ▲        | ▲    | ▲    | =      | =    | =    | ●    | ▲    | ●        |      |      | =    | =    | =    | =      | =    | =    | =                    | 上下各6本                                    | 光州松汀始発・終着                     |
| 在来線経由                             |          |                              |                              |                              |                              |                              |                              |                              |          |      |      |        |      |      |      |      |          |      |      |      |      |      |        |      |      |                      |                                              |                                        |
| 573、583、584、586                     |          |                              |                              |                              |                              | ●                            | ▲                            | ▲                            | ▲        | =    | ●    |        |      |      |      |      |          |      |      |      |      |      |        |      |      | 上下各2本            | 西大田発着                                   |                                        |
| 571、574、576、577、580、585、591、592 |          |                              |                              |                              | ▲                            | ●                            | ▲                            | ▲                            | ▲        | =    | ●    | ●      | ●    | ●    |      |      |          |      |      |      |      |      |        |      |      | 下り3-4本、上り4-5本 | 益山発着（571は幸信始発）                    |                                        |
| 572、575、581、582                     |          |                              |                              |                              |                              | ●                            | ▲                            | ▲                            | ▲        | =    | ●    | ●      | ●    | ●    | ▲    | ●    | ▲        | ●    |      |      |      |      |        |      |      | 上下各2本            | 益山以南湖南高速線直通                       |                                        |
| 全羅線直通                             |          |                              |                              |                              |                              |                              |                              |                              |          |      |      |        |      |      |      |      |          |      |      |      |      |      |        |      |      |                      |                                              |                                        |
| 781-784                                |          |                              |                              |                              |                              | ●                            | ▲                            | ▲                            | ▲        | =    | ●    | ●      | ●    | ●    | =    | =    | =        | =    | ●    | ●    | ▲    | ▲    | ●      | ▲    | ●    | 上下各2本            |                                              |                                        |
| 701-724                                | ●        | ●                            | ●                            | =                            |                              | ●                            | ▲                            | ▲                            | ▲        | ▲    | =    | =      | =    | ●    | =    | =    | =        | =    | ●    | ●    | ▲    | ▲    | ●      | ▲    | ●    | 上下各12本           | （708、713は空港線乗り入れ、512、513と重連） |                                        |
| SRT湖南線                              | 601-622  | SR水西平沢高速線経由水西直通 | SR水西平沢高速線経由水西直通 | SR水西平沢高速線経由水西直通 | SR水西平沢高速線経由水西直通 | SR水西平沢高速線経由水西直通 | SR水西平沢高速線経由水西直通 | SR水西平沢高速線経由水西直通 | ▲        | ▲    | ▲    | =      | =    | =    | ●    | ▲    | ●        |      |      |      |      |      |        |      |      |                      | 上下各11本                                   | 水西発着                               |
| SRT湖南線                              | 651-668  | SR水西平沢高速線経由水西直通 | SR水西平沢高速線経由水西直通 | SR水西平沢高速線経由水西直通 | SR水西平沢高速線経由水西直通 | SR水西平沢高速線経由水西直通 | SR水西平沢高速線経由水西直通 | SR水西平沢高速線経由水西直通 | ▲        | ▲    | ▲    | =      | =    | =    | ●    | ▲    | ●        | ●    | ●    |      |      |      |        |      |      |                      | 上下各9本                                    | 水西発着                               |

##### 暫定開業時（2004年 - 2010年10月）
- 京釜高速鉄道

| 種別         | 列車番号 | ソウル | 光明 | 天安牙山 | 大田 | 金泉 | 亀尾 | 東大邱 | 密陽 | 亀浦 | 釜山                        | 運行本数 ※曜日によって異なる                    | 備考                     |
| ------------ | -------- | ------ | ---- | -------- | ---- | ---- | ---- | ------ | ---- | ---- | --------------------------- | ----------------------------------------------- | ------------------------ |
| ノンストップ |          | ●      | -    | -        | -    | =    | =    | -      | -    | -    | ●                           |                                                 | 2004年12月14日まで運行   |
| 速達         |          | ●      | -    | -        | ●    | =    | =    | ●      | -    | -    | ●                           |                                                 | 開業年は大田通過便もあり |
|              |          | ●      | ▲    | ▲        | ●    | =    | =    | ●      | ▲    | ▲    | ●                           |                                                 |                          |
|              | ●        | ▲      | ▲    | ●        |      |      |      |        |      |      |                             | 大田始発・終着 (開業年はノンストップ便もあり)   |                          |
|              | ●        | ▲      | ▲    | ●        | =    | =    | ●    |        |      |      |                             | 東大邱始発・終着 (開業年はノンストップ便もあり) |                          |
| 6xx          | ●        | ▲      | ▲    | ●        | ●    | ●    | ●    |        |      |      | 上下各4本 (設定当初は各2本) | 大田-東大邱間在来線 2007年6月から運行           |                          |

● : 停車、▲ : 一部の列車が通過、- ：通過、=：別線経由

### 所要時間（最速）
京釜高速線：ソウル - 釜山（開通前はセマウル号で4時間10分、ムグンファ号で4時間50分）
- 2004年4月:408.5km 2時間40分 - ただし同年12月改正までは京釜間2時間34分のノンストップ便が存在していた。
- 2010年11月:423.8km 2時間18分 - 2期区間開業。
- 2010年12月:423.8km 2時間8分 - 京釜間ノンストップ便運行再開
- 2011年12月:423.8km 2時間13分 - （ノンストップ便）新慶州・蔚山両駅の全通過列車で副本線使用に伴う処置
- 2013年1月:423.8km 2時間16分 -　（ノンストップ便）新ダイヤより
- 2014年3月:423.8km 2時間17分 -　（ノンストップ便）新ダイヤより
- 2015年4月2日以降:423.8km 2時間31分 - 新ダイヤより（124列車。ノンストップ便及び2駅停車の速達便廃止）
- 2015年8月以降:417.5km 2時間28分 - 新ダイヤより（124列車。大田・大邱両広域市内間の線増・別線化完了に伴う高速化）
- 2016年12月9日移行:417.5km 2時間15分 - 新ダイヤより。（2駅停車の速達便復活）

密陽経由
- 2013年1月:408.5km 2時間56分

水原経由
- 2013年1月:430.3km 3時間13分

慶全線：ソウル - 晋州（開通前はセマウル号で5時間40分、ムグンファ号で6時間50分）
- 2012年12月:452.3km 3時間18分

東海線：ソウル - 浦項
- 2015年4月:375.9km 2時間1分

湖南高速鉄道：龍山 - 光州（開通前はソウル駅からセマウル号で3時間48分、ムグンファ号で4時間10分）
- 2004年 352.8km 2時間50分
- 2013年1月 352.8km 2時間46分
- 2014年 303.8km 1時間33分 - ※龍山 - 光州松汀間の所要時間（光州駅直通は廃止） 湖南高速線1次開業時

龍山 - 木浦（開通前はソウル駅からセマウル号で4時間32分、ムグンファ号で5時間8分）
- 2004年 407.6km 3時間17分
- 2013年1月 407.6㎞ 3時間7分
- 2015年4月 370.6km 2時間15分 - 湖南高速線1次開業時

全羅線：龍山 - 麗水エキスポ（開通前はソウル駅からセマウル号で5時間30分、ムグンファ号で6時間）
- 2011年 420.2km 3時間40分
- 2012年 420.2km 3時間23分
- 2013年 420.2km 3時間28分
- 2015年4月 391.6km 2時間42分 - 湖南高速線1次開業時

西大田経由：龍山 - 益山
- 2015年4月 239.8km 1時間48分

空港鉄道直通：ソウル - 仁川国際空港
- 2014年 61.2km 47分

### 営業実績
| 年   | 総利用者数(人)/年 | 総利用者数(人)/年 | 総利用者数(人)/年 | 総利用者数(人)/年 | 総利用者数(人)/年 | 総利用者数(人)/年 | 輸送人キロ (億人キロ) | 総運行収入 (億ウォン) | 総運行収入 (億ウォン) | 総運行収入 (億ウォン) | 総運行収入 (億ウォン) | 総運行収入 (億ウォン) | 定時 運行率(%) (5分以内) (*15分以内) | 遅延事故 件数(件) | 車両故障件数(件) | 車両故障件数(件) | 車両故障件数(件) |
| 年   | 全路線計          | 京釜              | 湖南              | 慶全              | 全羅              | 東海              | 輸送人キロ (億人キロ) | 全路線計              | 京釜                  | 湖南                  | 慶全                  | 全羅                  | 定時 運行率(%) (5分以内) (*15分以内) | 遅延事故 件数(件) | 計               | KTX-I            | KTX-山川         |
| ---- | ----------------- | ----------------- | ----------------- | ----------------- | ----------------- | ----------------- | --------------------- | --------------------- | --------------------- | --------------------- | --------------------- | --------------------- | ------------------------------------ | ----------------- | ---------------- | ---------------- | ---------------- |
| 2004 | 19,881,785        | 16,698,759        | 3,183,026         | -                 | -                 | -                 | 55.5125               | 5,512                 | 5,082                 | 430                   | -                     | -                     | 87.6                                 | 4,322             | 81               | 81               | -                |
| 2005 | 32,368,338        | 26,852,128        | 5,516,210         | -                 | -                 | -                 | 88.6214               | 8,376                 | 7,677                 | 698                   | -                     | -                     | 93.7                                 | 3,185             | 50               | 50               | -                |
| 2006 | 36,490,029        | 30,191,243        | 6,298,786         | -                 | -                 | -                 | 97.8190               | 9,038                 | 8,267                 | 780                   | -                     | -                     | 91.6                                 | 4,400             | 50               | 50               | -                |
| 2007 | 37,283,771        | 30,978,620        | 6,305,151         | -                 | -                 | -                 | 98.5437               | 10,137                | 9,374                 | 775                   | -                     | -                     | 92.1                                 | 3,244             | 28               | 28               | -                |
| 2008 | 38,015,008        | 31,532,578        | 6,482,430         | -                 | -                 | -                 | 99.9409               | 10,376                | 9,663                 | 794                   | -                     | -                     | 96.66                                | 1,911             | 27               | 27               | -                |
| 2009 | 37,394,243        | 31,010,127        | 6,384,116         | -                 | -                 | -                 | 98.7592               | 11,013                | 9,663                 | 794                   | -                     | -                     | 99.27(*99.78)                        | 995               | 23               | 23               | (※)57            |
| 2010 | 41,302,821        | 34,342,062        | 6,842,015         | 118,744           | -                 | -                 | 108.2265              | 13,387                | 10,689                | 693                   | 39                    | -                     | 98.09(*99.67)                        | 461               | 53               | 25               | 28               |
| 2011 | 50,308,860        | 39,059,950        | 7,312,649         | 3,627,064         | 309,197           | -                 | 135.6115              | 13,844                |                       |                       |                       |                       | 99.80(*99.81)                        |                   | 64               | 28               | 36               |
| 2012 | 52,801,533        | 39,895,675        | 6,967,304         | 4,168,007         | 1,770,547         | -                 | 140.8252              | 15,056                |                       |                       |                       |                       | *99.83                               |                   | 49               | 28               | 21               |
| 2013 | 54,926,473        | 42,083,347        | 6,798,162         | 4,083,770         | 1,961,194         | -                 | 142.7194              | 16,053                | -                     | -                     | -                     | -                     | *99.63                               | -                 | 39               | -                | -                |
| 2014 | 56,915,613        | 43,621,364        | 6,625,989         | 4,424,467         | 2,243,793         | -                 | 147.1282              | 16,723                | -                     | -                     | -                     | -                     | *99.88                               | -                 | 30               | -                | -                |
| 2015 | 60,407,404        | 41,601,618        | 8,661,464         | 4,606,221         | 3,142,862         | 2,395,239         | -                     | -                     | -                     | -                     | -                     | -                     | -                                    | -                 | -                | -                | -                |

※営業運転前の件数
また、節目ごとの累積旅客数は以下の通りである（※同上）。
- 2004年8月20日：1000万人（142日目）
- 2005年1月2日：2000万人（277日目）
- 2005年12月10日：5000万人（619日目）
- 2007年4月21日：1億人（1,116日目）
- 2008年8月20日：1億5000万人（1,603日目）
- 2009年12月19日：2億人（2,065日目）
- 2012年2月21日：3億人(2,883日目)
- 2013年12月：4億人[63]
- 2015年9月24日：5億人(4,194日目)[64]

## トラブル・課題
- 開業前、試験走行中のトラブルが頻発したため、技術協力を日本に要請したが、車体の気密性など新幹線ではないTGV方式を採用したことに起因する問題であったため、協力は見送られた[65]。
- 沿線騒音 - 一定時間内の波形の最大値を採る日本（商業地75dB・住宅地70dB）と違い、一定時間内の波形の平均値を採る等価騒音を採用しているため、対策基準値（商業地/農林地70dB・住宅地65dB）に満たなくても新幹線と同基準の場合では実際の最大騒音値が80dBを超え、運行区間が拡大する度に沿線で防音壁設置の陳情が相次いでおり、家畜の死産など実害も出ている[66][67][68][69]。
- 2006年公表の報告書によると、バラスト軌道の道床が不安定な箇所が約40kmに渡り存在し、当該区間で170 - 230km/hの徐行運転を実施していた[70]
- KTXを運行するKORAILの負債が6.7兆ウォンにも達し[71]、KTXの施設管理を行う鉄道施設公団の負債約6兆6000億ウォンとあわせると約13兆3000億ウォンもの巨額負債に達している。また、建設時の度重なる延期とそれに伴う事業費の高騰で30年後も黒字化が不可能[72]と分析された。
  - このような経緯から、施設公団と国土交通部は新設の水西平沢高速線から運営事業を民営化しようとしているが、鉄道公社等の反発もあり難航している（詳細は水西平沢高速線#民営化論争の影響を参照のこと。）
- 2006年には、46編成で552個ある動力伝達部品「トリポード (Tripod) 」の相当数が想定した交換時期より早く欠損・磨耗し、速度制限や制動力低下の恐れが指摘された[73]。
- 2007年6月3日には京義線の加佐駅 - 水色駅間の地下線工事現場で地盤が崩落する事故が発生し、KTXの車両が約20日間車両基地とソウル駅間の回送が不可能となる事態となった。
- 2007年11月3日、釜山駅構内でソウルに向け出発しようとしていたKTX110列車の後続列車として車両基地から回送中のKTX112列車が、停止信号無視により110列車が停車中の構内へ進入し正面衝突、双方の先頭部が大破する事故が発生した（釜山駅KTX列車衝突事故）[74]。
- KORAILが60億ウォンの税金を投じて導入した自動改札機が稼動当初から乗車券が詰まる等のトラブルが多発した結果、2008年に使用を停止し、2009年8月より撤去を開始した。KORAILでは駅の案内において「信用乗車方式」導入と案内している[75][76]。この結果、乗客の不正乗車が急増した[77][78][79]。
- 2008年9月15日に、過去2年6か月間にわたって10万人を越える乗客がKTX延着によって運賃の一部返金を受けていたことが判明した[80]。
- 2011年2月11日、開業後初めての脱線事故。光明駅近くのトンネル内の分岐点にて、KTX-山川の後ろ6両が脱線、けが人はなし[81]（日直トンネルKTX列車脱線事故（朝鮮語版））。
- KTX-Iはもとより、次世代型のKTX-山川でも、車椅子の乗客などへのバリアフリー対応が不十分[82]と指摘され、車椅子用ロール型傾斜路（スロープ）での転落事故も発生している[83]。
- KTX-山川は運行開始当初の4ヶ月で7回の故障が発生し、KORAILはリコールを行い、数ヶ月間同列車の運行を縮小した[84]（現在は解除）。
- 京釜高速線2期区間で使用された分岐器の故障が開通から8ヶ月間で526回と相次ぎ、施工者の韓国鉄道施設公団が納品者のサムスンSDS社を告発[85]。さらに当該区間の分岐器設置個所（新慶州駅・蔚山駅[86]及び彦陽アーチ橋[87]）では、この影響で170km/hに減速運転を行っており（うち駅部分は通過線ではなく副本線使用）、2011年12月に減速運転を反映したものにダイヤが改訂され、ソウル - 釜山間の所要時間が5分伸びている（その後2015年までに減速は解除）。原因はオーストリア・ハイドロスター製の機器が250km/h以上の高速鉄道区間での導入実績がないにも関わらず、安全性の検証なしに国内に導入したこととされている[88]。
- 「独自技術」を強調しているにも関わらず、KTX-Iの老朽化やKTX-山川の初期不良、軌道・給電などのハード・ソフト両面でのトラブル頻発に直面したことで、フランス国鉄からTGVの専門家を再招聘し、技術諮問を仰ぐなど、フランスとの協力を強化している[89][90]。また、国内の気象・地形を考慮せず、TGVのマニュアルを長年そのまま使用していた[91]。
- 2012年1月2日、ソウル駅を出発したKTX375列車が停車駅である永登浦駅を誤って通過し、緊急停車後約2.6キロを逆走するトラブルがあった。KTX375列車の係員は、乗客に対して十分な説明をせずに通過してしまった駅で待つ乗客を乗せるため10分ほど逆走した。また、後続列車に支障が発生しないようにするため、逆走することを予め駅長へ報告をする規定があったが、それも無視されていたことが明らかになっている[92]。
- 2012年7月27日、釜山の金井トンネル内で列車がモーター冷却装置故障によって立ち往生した[93]。
- 2013年8月31日、大邱駅でソウル行きのムグンファ号が信号を無視して出発し、通過中のソウル行きKTXに衝突、はずみで反対方向から走行してきた釜山行きのKTXも巻き込む三重衝突事故が発生した[94]（大邱駅列車衝突事故（朝鮮語版））。
- 2016年5月25日、仁川国際空港駅（現：仁川国際空港1ターミナル駅）を出発直後、脱線事故を起こす[95]。
- 2018年に入ってから、KTXも含むKORAIL各線でトラブルが相次いで発生し、11月19日ソウル駅へ進入していたKTXに保線作業をしていたクレーン車に衝突する事故が、翌日には五松駅付近で停電事故が発生し、3週間の間に10件近いトラブルが発生している状況に、12月5日李洛淵総理がKORAILに対して安全対策改善方案を指示する事態となった[96]。
- 2018年12月8日午前7時35分ごろ、江陵でソウル行きのKTXが脱線した[97]。
- 2022年1月5日午前11時58分ごろ、永同トンネル周辺でソウル発釜山行き（京釜線）のKTX23列車4号車（KTX-山川）が、脱線した[98]。乗客7人が負傷し、列車の窓ガラスが複数枚割れた[98]。
- KTXとして初の動力分散式が採用されたKTX-イウム（韓国鉄道公社150000系電車）について、走行中の振動が酷く、KORAILに対して乗客からの民願（クレーム）が相次ぎ、乗務員からも200件近い異常報告が寄せられていたことが明らかになった。国土交通部は特別点検を実施し、KORAILおよび製造社の現代ロテムに対して、部品の交換等を指示した。関係者は、韓国ではこれまで動力集中式の生産経験はあるが、動力分散式の生産は初めてであり、設計に問題があったのではないかと指摘している[99]。